# Ferdinando II delle Due Sicilie
Ferdinando II di Borbone (Ferdinando Carlo Maria; Palermo, 12 gennaio 1810 – Caserta, 22 maggio 1859) è stato re del Regno delle Due Sicilie dal 1830 fino alla sua morte.
Successe al padre Francesco I in giovane età e fu autore di un radicale processo di risanamento delle finanze del Regno. Sotto il suo dominio il Regno delle Due Sicilie conobbe una serie di timide riforme burocratiche e importanti innovazioni in campo tecnologico, come la costruzione della ferrovia Napoli-Portici, prima in Italia, e la creazione di alcuni impianti industriali, come le officine di Pietrarsa. Ferdinando si impegnò inoltre nella creazione della marina militare e mercantile, nel tentativo di aumentare gli scambi con l'estero.
A causa però del suo temperamento reazionario e del perdurante contrasto con i ceti dirigenti, il suo regno fu sconvolto dai moti rivoluzionari del 1848. La repressione dei moti gli procurò il soprannome di Re Bomba.
Dopo un breve esperimento costituzionale, il Regno fu segnato fino al termine della sua vita da una progressiva stretta in senso fortemente assolutista e conservatore, proseguendo il re ad accentrare completamente su di sé il peso dello Stato, retto in maniera paternalistica, e ad attuare una politica economica statica i cui effetti sono tutt'oggi oggetto di contrastanti valutazioni. Alla sua morte il trono passò al figlio Francesco II, sotto il cui governo ebbe fine il Regno delle Due Sicilie, unito al Regno d'Italia in seguito alla spedizione dei Mille e alla campagna piemontese.

## Biografia

### Infanzia

La famiglia di Francesco I delle Due Sicilie. Da sinistra a destra: Maria Isabella di Borbone-Spagna (seconda moglie di Francesco I), Maria Carolina Ferdinanda, Maria Antonietta granduchessa di Toscana, Luisa Carlotta, Maria Cristina regina di Spagna, Ferdinando II, Maria Amalia, Francesco I, Carlo principe di Capua e Leopoldo conte di Siracusa

Ferdinando II di Borbone nacque a Palermo il 12 gennaio 1810, primogenito di Francesco I delle Due Sicilie e della sua seconda moglie, Maria Isabella di Spagna; nelle vene di Ferdinando scorreva pertanto il sangue delle più importanti dinastie europee, quello dei Borbone di Francia, Spagna e Napoli e quello degli Asburgo-Lorena.
Ricevette un'educazione umanistica e religiosa sotto l'abate Giuseppe Capocasale e dal monsignore Agostino Olivieri e militare dal capitano di cavalleria Giuseppe Scarola.

### Gli anni del consenso, delle riforme, dei primati e delle prime repressioni (1830-1847)

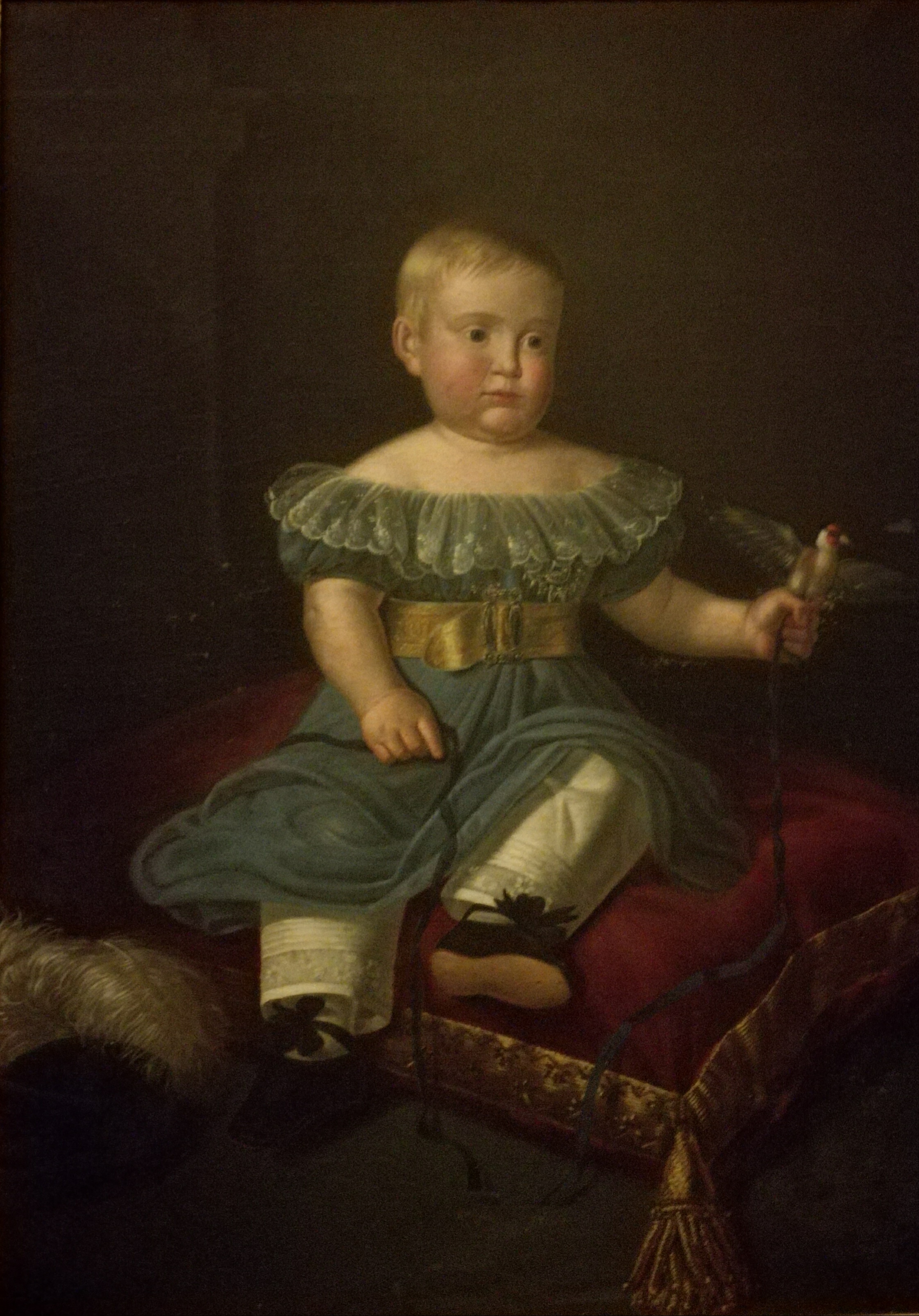
Ferdinando II da bambino (autore ignoto, prima metà del XIX secolo, Reggia di Caserta)

Salito al trono del Regno delle Due Sicilie l'8 novembre 1830, ad appena vent'anni, mirò subito alla riorganizzazione dello Stato, a questo scopo iniziò il proprio regno concedendo una larga amnistia politica e chiamando ai posti di comando gli antichi seguaci di Murat e gli antichi rivoluzionari del '21. Così si circondava anche di uomini capaci e ricchi d'esperienza. Questi dettero un nuovo impulso alla vita del Reame, che ebbe un periodo di risveglio anche perché il governo personale di Ferdinando, colpiva e reprimeva molti vecchi abusi del sistema precedente non immune da venalità e corruzione. In questo modo il Re riuscì pacificare le parti sociali ancora in tumulto dopo il periodo napoleonico. Ferdinando si preoccupò di migliorare le finanze, con una serie di regi decreti, il nuovo re ridusse l'opprimente burocrazia degli uffici statali e provvide alla riorganizzazione del bilancio, che al momento della sua ascesa al trono era in passivo di 1.128.167 ducati: ridusse del 50% la sua lista civile e quella della casa regnante, rinunciando a 360.000 ducati, abolì le riserve di caccia reali di Persano, Venafro, Calvi e Mondragone ed alcuni uffici superflui, come la polizia di palazzo e la carica di cacciatore maggiore, abbassò lo stipendio annuo dei ministri a 6.000 ducati annui, distribuì fra 50 comuni le terre destinate al pascolo dei regi armenti e ridusse della metà le pene per i condannati politici.
Per diminuire la pressione fiscale e aumentare il consenso introdusse con il decreto dell’11 gennaio 1831 il dimezzamento del dazio sul macinato e nel 1847 venne abolito.
Allargò il sistema previdenziale che fu migliorato e istituito per tutti i dipendenti dello stato, attraverso la ritenuta degli stipendi; esso decretava che dopo vent’anni di servizio si aveva diritto a un terzo dello stipendio, dopo venticinque alla metà, dopo trentacinque ai cinque sesti e infine dopo quarant’anni l’intero stipendio.
Per migliorare le condizioni delle carceri il 3 giugno del 1831 emise un decreto, che stabiliva che una commissione di sei persone dovesse visitare tutte le prigioni del Regno per favorirne il miglioramento e nello stesso anno per permettere degna sepoltura a tutti i cittadini emise in atto un decreto con il quale obbligava i comuni a costruire un camposanto.
Nel 1832 Napoli aveva 432.000 abitanti e questo la rendeva la città più popolosa d’Italia e una delle più grandi d’Europa. La stragrande maggioranza della popolazione viveva nel perimetro del centro storico in condizioni igieniche scadenti e di conseguenza c’era un elevato rischio di epidemie. Per cercare di superare questo problema il governo borbonico decretò l’allargamento della città verso oriente. Ne risultò la colmata che correva intorno alle mura, la bonifica del territorio orientale che si presentava paludoso e la creazione del nucleo del futuro quartiere zona industriale per la residenza degli operai. Nello stesso periodo continuò la realizzazione della famosa palazzata borbonica lungo tutta l’attuale riviera di Chiaia, costituita dagli edifici appartenenti alla nobiltà e alla borghesia di Napoli. Nel 1846 venne inaugurata la basilica reale pontificia di San Francesco di Paola, che è ancora oggi uno dei monumenti che caratterizzano Napoli.
Per migliorare la protezione sanitaria creò nuovi ospedali a Palmi, Gerace (odierna Locri), Melfi, Campobasso, Isernia, Vietri, Potenza, Sant’Angelo dei Lombardi, Lanciano e Vasto. Nel 1835 venne creato un secondo istituto per sordomuti nel Real Albergo dei Poveri, a Napoli. Nel 1843 venne pubblicato il primo periodico di psichiatria in Italia e nell’anno successivo venne istituita la commissione Protomedicale.
Poco venne fatto sul piano creditizio: le banche rimasero poche, di queste la più importante era il Banco delle Due Sicilie, istituto creditizio statale che venne creato da Gioacchino Murat dalla fusione di otto banchi pubblici. Vennero affiancate a questa le banche fruttuaria (1831-1857), del tavoliere (1834-1839) e dell’Ofanto, sebbene ebbero difficoltà nel concorrere con il banco statale e alla fine fallirono.
Per incentivare lo sviluppo delle classi meno abbienti si cercarono di creare le casse di risparmio. Questi erano degli istituti di credito che cercavano di invogliare le classi più umili al risparmio. Furono istituite due, una a Napoli e un'altra a Palermo. L’iniziativa però non riuscì ad avere il successo sperato sia per la mancanza di fondi che per l’avversione della popolazione.

Ebbero invece successo i monti frumentari: gli esistenti furono ampliati e ne vennero fondati di nuovi, così che il Regno arrivò a contarne 700 nel solo continente. Il loro scopo era somministrare le semenze ai contadini ad un prezzo che veniva restituito a bassissimo interesse. In questo modo si favoriva da un lato lo sviluppo dell’agricoltura e dall’altro si aumentava la coesione sociale e si diminuivano possibili rivolte. Per evitare lo sviluppo dell’usura furono istituiti i monti pecuniari nel 1833. Essi avevano lo scopo di prestare piccole somme di denaro a bassi interessi (non più di dieci ducati all’interesse del 6%).

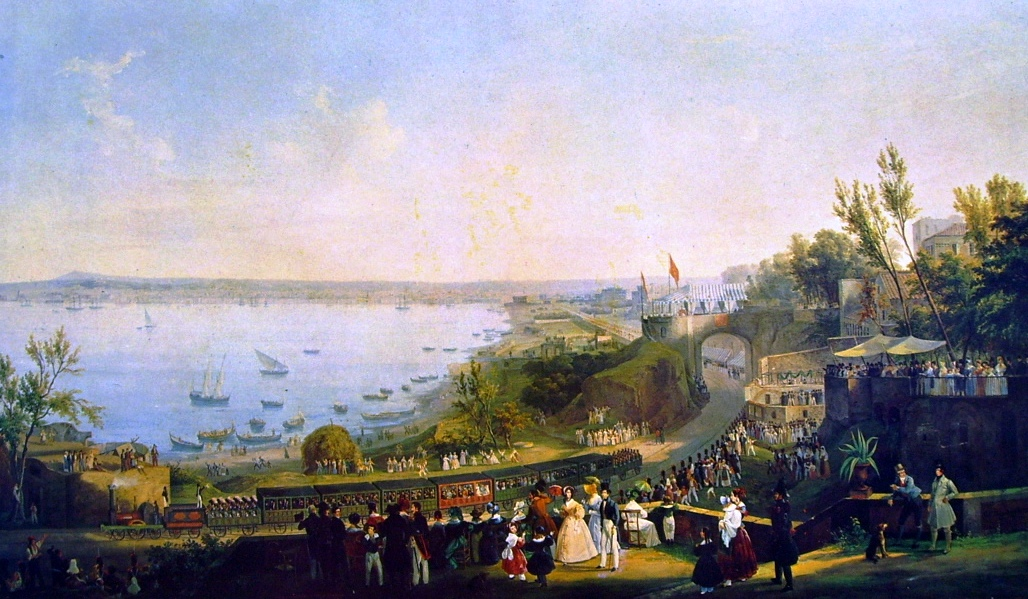
Inaugurazione della strada ferrata Napoli-Portici, 1839

Durante questi anni furono realizzate importanti infrastrutture questo si può constatare nella realizzazione della prima tratta della ferroviaria italiana la Napoli-Portici il 3 ottobre 1839, a cui si aggiungeranno un'altra linea sull'asse Napoli-Castellammare e la linea fu leggermente ampliata: il 1º agosto 1842 fu aperta la tratta che andava dalla capitale a Castellammare di Stabia, nel 1844 venne inaugurata la ferrovia che si diramava fino a Pompei, Angri, Pagani e Nocera Inferiore, successivamente nel 1845 iniziano gli studi per l'ambizioso progetto della Napoli-Brindisi; nel 1856 viene completata la linea Napoli-Nola-Sarno. Oltre lo sviluppo delle ferrovie venne realizzato il ponte real Ferdinando, in ferro sul Garigliano, il secondo sul continente europeo, seguito dal Ponte Maria Cristina sul fiume Calore. Tra il 1830 e il 1856 vengono aperte oltre 3 mila miglia di strade consolari così da quadruplicare la rete stradale persistente.
Per incrementare i commerci e aumentare il naviglio furono migliorati i cantieri navali di Napoli e Castellammare. Nei cantieri navali si moltiplicano in pochi anni i bastimenti che passano da 8 mila tonnellate nel 1824 alle 100 mila tonnellate raggiunte nel 1835 e poi alle 250 mila tonnellate nel 1860. Il miglioramento dei cantieri navali, che aveva permesso anni prima nel 1818 la realizzazione della “Ferdinando I”, che fu la prima nave a vapore realizzata in Italia fu seguita dal piroscafo “Francesco I°”, nave per passeggeri, sulle rotte tra Napoli – Palermo – Civitavecchia – Livorno – Genova e anche Marsiglia, e divenne due anni più tardi la prima nave da crociera al mondo. Si crearono nuovi bacini portuali: a Castellammare, Gallipoli, Molfetta, Gaeta, Ortona, Barletta, Ischia e Bari; furono dotati di un moderno faro a fanale a eclissi con apparato lenticolare i porti di Nisida, Napoli e Castellammare. In campo agricolo fu iniziato il preludio delle bonifiche delle paludi Sipontine nella piana di Manfredonia.

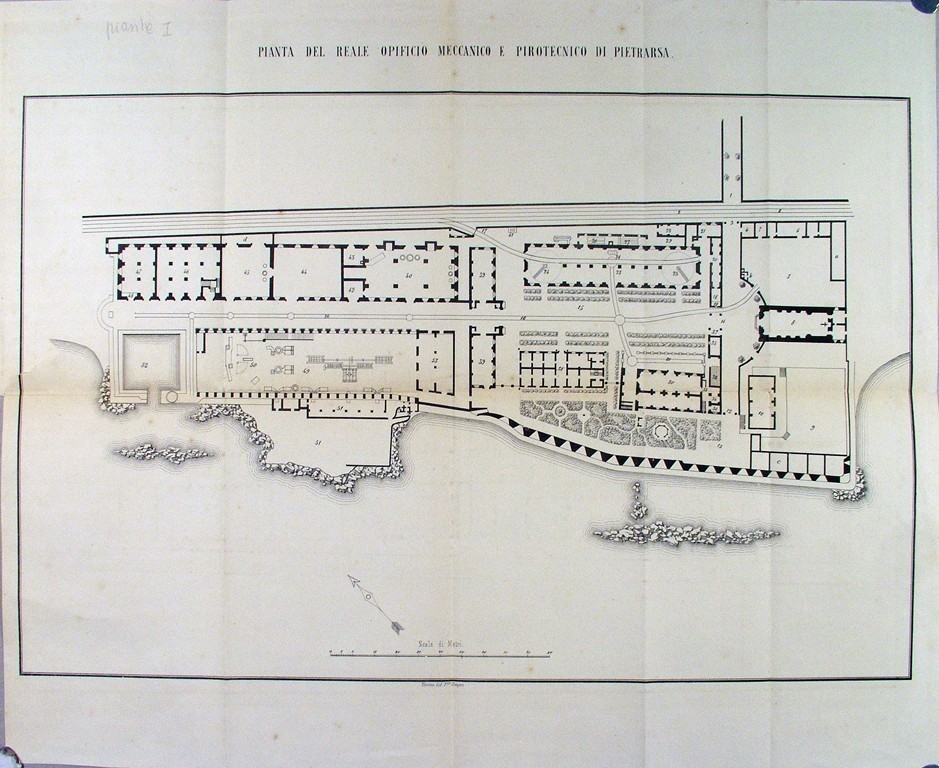
Pianta del Reale Opificio meccanico e pirotecnico di Pietrarsa, pubblicata nel volume Sullo stabilimento metallurgico e meccanico di Pietrarsa, Torino 1861. Relazione del Signor Cavaliere Sebastiano Grandis ispettore delle strade ferrate dello Stato.

Gli investimenti nelle vie di comunicazione favoriscono lo sviluppo dell'industria, nel 1835 si contano 117 fabbriche di lana, le cartiere lefebvre e Polsinelli, arrivano a impiegare oltre mille dipendenti. In ritardo risulta lo sviluppo dell'attività metalmeccanica, con lo sviluppo dell'attività da parte d'industria private come la Marcy e Henry, l'opificio Zino e Henry, la Guppy e Pattinson, Reali ferriere ed Officine di Mongiana, le ferriere di cardinale, che vinsero l’appalto per realizzare il materiale da usare per il ponte sul Garigliano, e soprattutto, delle Officine di Pietrasa, a capitale pubblico, che costituivano il maggiore complesso industriale italiano.
In termini quantitativi questo portò nel periodo tra il 1838 al 1856 ad un incremento del 20% nelle importazioni e del 5,5% nelle esportazioni, e Francia e Regno Unito rappresentarono i maggiori partner commerciali.
In Sicilia vennero creati l’istituto di incoraggiamento di Palermo e una direzione centrale di statistica, negli stessi anni venne fatta ripopolare Lampedusa con coloni stipendiati, e per favorire gli investimenti venne creata la Borsa di Valori di Palermo, venne istituito il porto franco di Messina e il monte di pietà di Messina e vennero incrementate le infrastrutture con la creazione di 2305 miglia di nuove strade. Il governo Borbonico cercò di creare accordi commerciali più vantaggiosi per l’appalto inglese sulle miniere di zolfo siciliane, che all’epoca coprivano l'80% del fabbisogno mondiale secondo altre fonti raggiungevano il 90%, da questa controversia nacque la questione degli zolfi.
In questi anni l’economia meridionale sviluppò un'economia fortemente gerarchizzata, al cui vertice erano presenti borghesi di origine straniera, che spesso per il basso numero di istituti di credito diventavano anche banchieri, infatti nacque la figura del mercante-banchiere, essi erano i Rothschild di Napoli, massimi creditori dello Stato, i banchieri svizzeri Meuricoffre e Appelt, diversi commercianti inglesi, Ingham-Whitaker, Woodhouse, Close, Rogers e altri. In posizione di partner minoritari c’erano gli investitori napoletani e siciliani, questi erano i Volpicelli, i Ricciardi, i Buono, i Falanga, i De Martino, i Montuori, i Sorvillo e i Florio. Questi ultimi ebbero importanti successi economici. In questi anni si rafforzò specialmente nelle campagne una borghesia meridionale che derivava dal ceto militare e impiegatizio che aveva avuto importanti concessioni nel periodo murattiano, essa si fuse negli anni successivi con la nobiltà, andando a formare un'unica classe sociale chiamata “galantuomini”, questi non portarono grandi cambiamenti nel sistema agricolo, che rimaneva legato al latifondo.

Le politiche economiche di Ferdinando II anche se favorirono i commerci e un certo sviluppo industriale, ebbero anche diversi limiti. I limiti riguardava gli istituti di credito, che erano troppo pochi per favorire lo sviluppo di una borghesia industriale meridionale, questo comportò la creazione di modesto quantitativo di industrie, che erano però nella maggioranza dei casi a capitale pubblico o di privati stranieri e poco venne fatto per incentivare l’agricoltura, che rimaneva il settore trainante dell’economia.

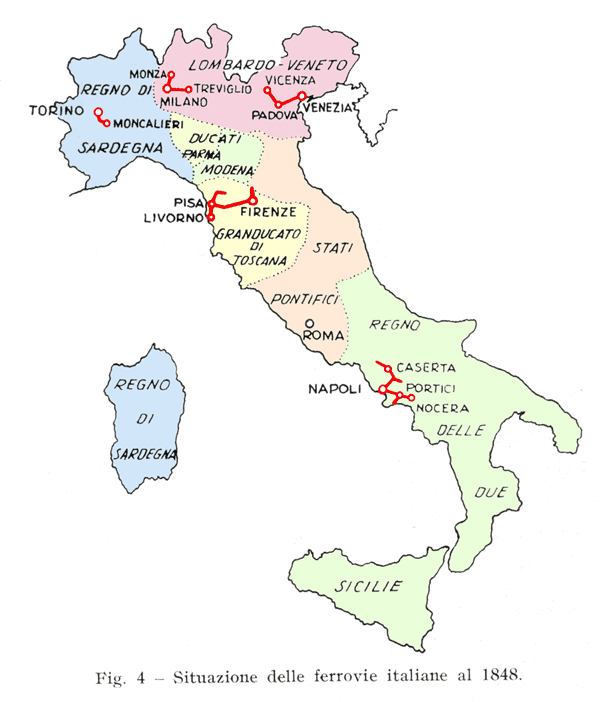
Ferrovie italiane nel 1848, da Ingegneria Ferroviaria n. 7-8/1961

Dal punto di vista tecnologico il Regno oltre ad essere capace di realizzare le opere infrastrutturali e navali descritte prima fu anche capace di realizzare una parziale illuminazione di Napoli a gas attraverso la formazione della Compagnia per la Illuminazione nel 1837, una delle prime in Italia e successivamente nel 1845 venne convocato il VII Congresso degli scienziati italiani a Napoli, e per l’occasione fu inaugurato l’Osservatorio Meteorologico Vesuviano.
Un altro settore che viene completamente riorganizzato è l’esercito. Ferdinando II fece questo per evitare interventi militari stranieri come nel 1815 e nel 1821, che avevano permesso alla monarchia borbonica di rimanere al potere, l’obiettivo del sovrano era di poter aumentare l’indipendenza del Regno e permettere un maggiore intervento dello Stato nelle questioni italiane. Per fare ciò il re decreta la creazione di un modello di esercito da caserma simile a quello francese, che si basa sulla coscrizione obbligatoria per due anni, a cui venne esentata la Sicilia per antico privilegio. Il modello non fu mai applicato in pieno infatti anche se l’effettivo di una classe di leva nel Regno di Napoli è di circa 40 mila uomini nei fatti ogni classe di leva sarà composta da un massimo di 8 mila uomini. Questo serviva ad aumentare il consenso nelle fasce popolari che avrebbero accettato con malincuore la perdita dei figli maggiori per lunghi anni. L’esercito raggiungerà così i 60mila effettivi in tempo di pace e 80 mila effettivi in tempo di guerra, questi saranno distribuiti in 20 reggimenti di fanteria, 7 di cavalleria e 9 di artiglieria. Stabilì la creazione di una guardia nazionale cittadina a Napoli e Palermo. Gli investimenti saranno di 6 milioni di ducati annui negli anni 30 e raggiungeranno i 7 milioni di ducati annui nel decennio successivo. Gli investimenti elevati nell’esercito impediranno un altrettanto grande investimento nella marina, infatti la spesa sarà di 1,5 milioni fino al 1842 e successivamente di 2 milioni, così essa sarà formata da 2 vascelli, 5 fregate, 3 brigantini, 2 golette, 50 barche bombardiere e 2 piroscafi. Di conseguenza rispetto al passato l’esercito in questo periodo sarà il più forte e armato mentre il naviglio sarà inferiore a quello del Regno di Napoli prima del 1799.
Il Re fece diversi viaggi nel Regno come per esempio quello che inizio il 17 aprile 1833, con un corteo di tre carrozze, Ferdinando partì da Napoli accompagnato dalla moglie, la regina Maria Cristina di Savoia, e dalla regina madre Maria Isabella di Borbone-Spagna, per visitare le province interne del regno: lungo la via di Sala e Lagonegro giunse in Calabria, visitando Castrovillari, Cosenza, Monteleone (l'attuale Vibo Valentia), Tropea, Nicotera, Bagnara e Reggio Calabria, da dove si imbarcò per la Sicilia, visitando Messina, Trapani e Palermo. Tornato sulla terraferma, il corteo reale sbarcò a Bagnara, poi visitò le reali ferriere della Mongiana, si fermò a Catanzaro e, dopo aver percorso la costa ionica calabrese, visitò Taranto e Lecce. Infine, dopo una visita in Capitanata, nella provincia di Principato Ultra e una sosta di due giorni alla Reggia di Caserta, rientrò nella capitale il 6 maggio. Durante questo viaggio Ferdinando compì numerosi atti: migliorò le prigioni, emanò indulti, decretò la costruzione di ponti e strade, corresse gli arbitrii dei pubblici ufficiali ed elargì numerosi soccorsi ai danneggiati del terremoto che nel marzo del 1832 aveva distrutto molti paesi del bacino del Coraci e del Neto.

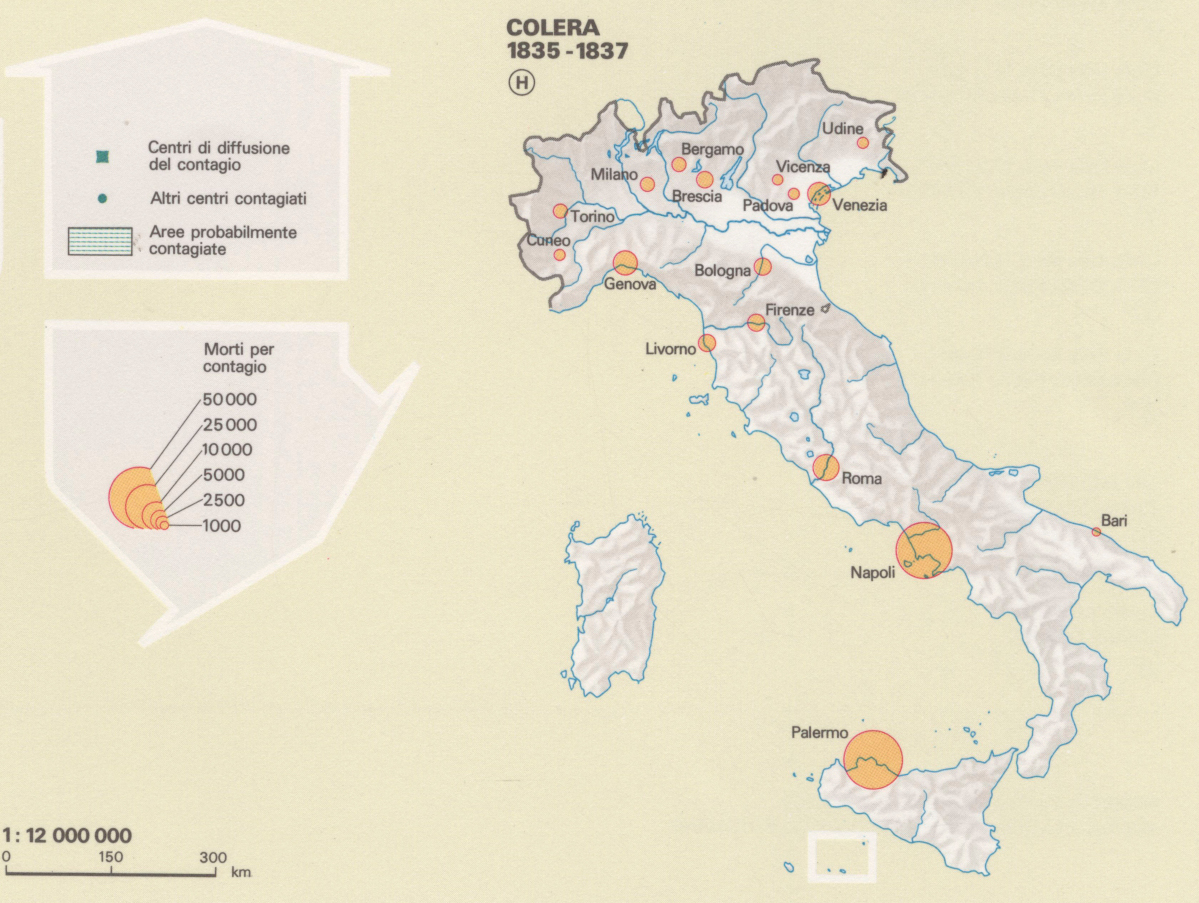
Diffusione del colera in Italia: morti per contagio tra il 1835 e il 1837 nei principali centri (Atlante tematico d'Italia, Touring Club Italiano, 1992).

In modo simile si occupò della popolazione durante la prima epidemia di colera del 1837 che portò alla morte nel continente di 50.000 persone e in Sicilia nella sola Palermo furono 26.000 e in tutta l’isola 69.000. Questo numero corrisponde al 3,5% della popolazione del Regno. Il Re cercò di rincuorare la popolazione con l’ispezione ad ospedali e lazzaretti e represse fortemente le cacce agli untori, il che portò alla condanna a morte del capopopolo a Siracusa e di altri dieci negli Abruzzi e in Calabria. Per reprimere le rivolte Ferdinando II inviò in Sicilia, con poteri straordinari, il marchese Del Carretto, ex-liberale famoso per aver stroncato i moti del Cilento del 1828, che ripristinò l'ordine con metodi brutali e oppressivi che portarono alla condanna a morte di novanta persone, condanne che però furono diminuite a pene minori, tranne che per il capopopolo. In Calabria fu inviato l'attendente Giuseppe De Liguoro, il quale, invocando la legge contro i reati politici del 24 maggio 1826, fece processare a Catanzaro i responsabili delle insurrezioni locali, cinque dei quali furono condannati a morte, due a diciannove anni di carcere e gli altri a pene minori. Nel 1838, dopo aver sedato le rivolte interne e compiuto un altro viaggio nelle province, Ferdinando si dedicò al governo: rimosse Del Carretto dalla Sicilia e vi inviò come luogotenente generale il duca Onorato Gaetani di Laurenzana, concesse l'indulgenza agli imputati politici dell'isola, tranne che ai promotori, riordinò alcuni rami della pubblica amministrazione, cercò di frenare il ricorso al duello con una legge del 21 luglio 1838, che equiparava le ferite e gli omicidi commessi nei duelli a delitti comuni e negava ai partecipanti la sepoltura in terra consacrata.
Come si può constatare da quanto scritto in questi anni, il re dal punto di vista politico cercò di riallacciarsi al comportamento dei governi assolutista-illuminato di Ferdinando I e specialmente di Carlo III, in questa forma di governo il sovrano ha pieni poteri politici che derivano dal diritto divino e con tali poteri cerca di guidare il paese seguendo i consigli promossi dalla classe intellettuale. Questo portò i liberali italiani ad accogliere con favore le riforme del giovane sovrano, credendo erroneamente che potesse mettersi alla testa del movimento unitario e che si trattasse di un Re costituzionalista, ma ciò non avvenne. Infatti, allo scoppiare dei moti del 1831 in Emilia e Romagna, fatti che provocarono l'intervento austriaco a favore dei sovrani spodestati, il re napoletano non solo accolse con favore la notizia dell'intervento di Vienna, ma licenziò e fece esiliare il ministro dell'Interno Nicola Intonti, che aveva espresso timide simpatie per i moti carbonari nell'Italia centrale. Quando poi, nel gennaio del 1832, scoppiò una piccola insurrezione ad opera dell'associazione patriottica mazziniana Giovine Italia in Terra di Lavoro, il sovrano borbonico si dimostrò implacabile: tutti i responsabili furono catturati e condotti a Capua dinanzi a una corte militare, che ne condannò tre a morte e altri ventotto a pene minori. Anche se poi per regio decreto le condanne furono commutate, i detenuti dovettero subire oltraggi e torture dalla polizia del commissario Luigi Morbilli. Il più importante avvenimento in questi anni fu l’uccisione dei fratelli Attilio e Emilio Bandiera che erano ufficiali della Marina da guerra austriaca, che aderirono alle idee di Giuseppe Mazzini e fondarono la società segreta Esperia, nome con il quale i greci indicavano l'Italia antica. Essi tentarono il 25 luglio 1844 di sollevare le popolazioni calabresi contro il regno di Ferdinando II nella prospettiva di un'unificazione nazionale italiana. I contadini che incontrarono però non si sollevarono e decisero di denunciarli alle guardie urbane che li incarcerarono. Il Re in questa occasione non si mostrò indulgente e li condannò a morte insieme ad altre sette persone che avevano partecipato.

### Politica estera dal 1830 al 1848
La storiografia risorgimentale al termine del processo unitario creò la “leggenda nera” relativa alla completa mancanza d’iniziativa della Monarchia napoletana in politica estera. Oggi questa tesi è largamente ridimensionata grazie all’analisi delle documentazioni riguardanti l’attività della diplomazia Napoletana e di altri Stati. Storicamente il Regno delle Due Sicilie durante il regno di Ferdinando I, grazie al primo ministro John Acton, cerco di perseguire una politica di non allineamento per garantire l’indipendenza e riuscì ad allacciare una proficua intesa commerciale con la Russia e a respingere un accordo di natura vassalatica con la Francia nel 1787. Durante gli anni del periodo napoleonico però il regno di Napoli e di Sicilia dovette rompere con questa politica per garantire la sua sopravvivenza al conflitto con la Francia, questo la portò a una politica sempre più anglofila. Storicamente il Regno era sempre stato lontano dalle politiche espansionistiche, infatti quando dopo la restaurazione i suoi ministri palesarono la possibilità di un allargamento territoriale a danni del papato e della Toscana, il Re rifiuto. Il Regno delle Due Sicilie dopo la restaurazione dovette accettare, come altri Stati, l'ingerenza della Santa Alleanza nella politica estera e sottoscrisse il 12 giugno del 1815 un accordo con l’Austria, con cui il Regno doveva fornire in caso di guerra un contingente di 25.000 uomini che venne poi ridotto a 19.000.
Quindi quando Ferdinando II salì al trono dovette operare in un contesto sfavorevole. L’azione del sovrano si basó su un vero è proprio ribaltamento delle alleanze, che lo condusse ad allontanarsi dalla Gran Bretagna e dall’Austria per tentare un allineamento con la Francia. Dai carteggi sappiamo che il Re aveva anche delle ambizioni territoriali che riguardavano il controllo dello Stato dei Presidi, di Malta e delle enclaves pontificie di Benevento e Pontecorvo. Nel 1831 Ferdinando non accettò l’obbligo di intervento per reprimere i moti del 1831 in base all’accordo con l’Austria del 1819. Nel 1832 l’Austria occupò la Romagna e la Francia nel febbraio successivo si impadronì di Ancona. Per cercare di garantire la libertà dalle influenze straniere propose al pontefice di farsi promotore di una Lega di Stati italiani, a carattere difensivo e offensivo, contro le interferenze interne ed esterne delle potenze straniere. Gregorio rifiutò ma, prima che la risposta del suo segretario di Stato, cardinale Bernetti, giungesse a Napoli, Ferdinando aveva comunicato le stesse proposte anche al granduca Leopoldo II di Toscana e al re sardo Carlo Alberto di Savoia, oltre che all'inviato dell'imperatore austriaco Leibzeltern. Il cancelliere austriaco Klemens von Metternich, temendo che il sovrano borbonico volesse avere, tramite la Lega, la supremazia italiana e il possesso di qualche terra pontificia, chiese ufficialmente il 7 gennaio 1834 lo schema della nuova alleanza, mentre le corti di Berlino e San Pietroburgo fecero sapere che non avrebbero accettato modifiche ai trattati del Congresso di Vienna. L'idea della Lega italica fu dunque accantonata e Ferdinando divenne da quel momento inviso ai sovrani dell'Italia settentrionale. Con questa politica il Re compromise l’alleanza con l’Austria per allacciarsi con le potenze liberali di Francia e Gran Bretagna. L’amicizia si interruppe bruscamente per il non allineamento nella Prima Guerra Carlista e per le dimissioni forzate del ministro della polizia Nicola Intonti, che spingeva per aperture liberali. Nel 1833, papa Gregorio XVI chiese che anche nel Regno delle Due Sicilie fossero applicati gli editti penali contro la Giovine Italia emanati sia nello Stato Pontificio che in Lombardia, il re rispose che, pur essendo avverso ai liberali, quei provvedimenti non risolvevano il problema, intaccandolo solo alla superficie. In conclusione nei primi anni trenta il Regno aveva riacquistato più libertà sul piano internazionale ma era anche più isolato.

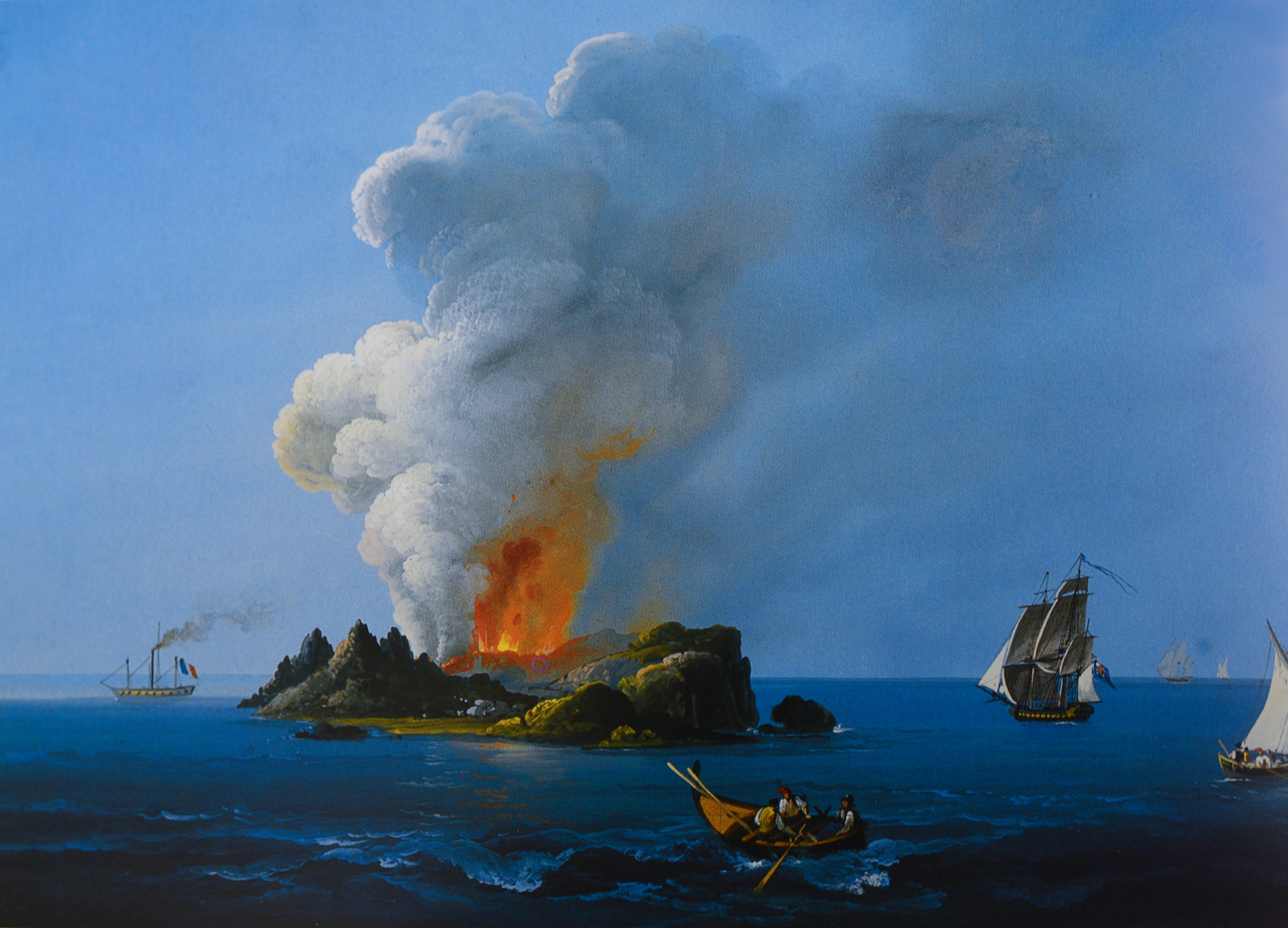
L'isola Ferdinandea in un dipinto di Camillo De Vito

Negli anni successivi Ferdinando continuò a cercare di non permettere un aumento dell'influenza di potenze straniere negli affari italiani e specialmente nel Regno. Per fare ciò si inimicò la Gran Bretagna che con il ministro degli esteri Henry John Temple accantonò la politica del balance of power per ritornare alla politica dell'indirect rule, che aveva contraddistinto la Gran Bretagna prima della restaurazione. Con questa politica l’Inghilterra voleva tentare di ricreare un protettorato politico-militare sulla Sicilia com’era avvenuto durante il periodo napoleonico, per fare ciò tentò di ampliare e di trattenere relazione diplomatiche con le numerose le dinastie commerciali di origine inglese presenti sull’isola, queste erano i Woodhouse, gli Ingham, i Whitaker e altri, l'obbiettivo di Londra era di trasformare la Sicilia in una colonia economica. Il programma entrava in collisione con la Spagna, con la Francia e ovviamente con Napoli. Un primo conflitto avvenne per il possesso dell’isola Ferdinandea. Essa era un lembo di terra che era sorto nei pressi di Pantelleria, una volta sorta fu prontamente reclamata da Ferdinando II, successivamente fu occupata dagli inglesi nel 1831 grazie ad un distaccamento della marina britannica, il contenzioso terminò poco dopo con l’inabissamento dell’isola. Successivamente avvenne un ulteriore peggioramento del conflitto tra le due nazioni, perché il governo Napoletano cercò di stracciare gli accordi commerciali del 26 settembre del 1816 che avevano portato a grossi vantaggi a entrambi i paesi ma avevano nei fatti trasformato il Regno in un partner minoritario della Gran Bretagna. Napoli cercò di ridiscutere i patti sia nel 1823 che nel 1833, che portarono a una rappresaglia inglese nel 1828 che aveva portato per mesi al blocco degli oli alimentari prodotti dalle Sicilie. Questo metteva in pericolo anche il Regno Unito che come venne riportato nel 1842 sul “journal of the statistical society of London” aveva una quota rilevante della bilancia commerciale rappresentata dalle importazione di materie prime quali vino, olio, agrumi, mandorle, nocciole, sommacco, Barilla e soprattutto zolfo dalla Sicilia, infatti la Sicilia soddisfaceva il 90% della richiesta mondiale. Le miniere di zolfo appartenevano ai baroni che le affittavano a venti ditte inglesi che avevano prerogative esclusive con il pagamento di un compenso. A modificare la situazione fu la ditta francese Taix che chiedeva al governo Napoletano la concessione del monopolio commerciale per dieci per un accordo commerciale più vantaggioso. Nel 1837 la proposta venne accettata e questo portò alla guerra commerciale con l’Inghilterra chiamata questione degli zolfi.

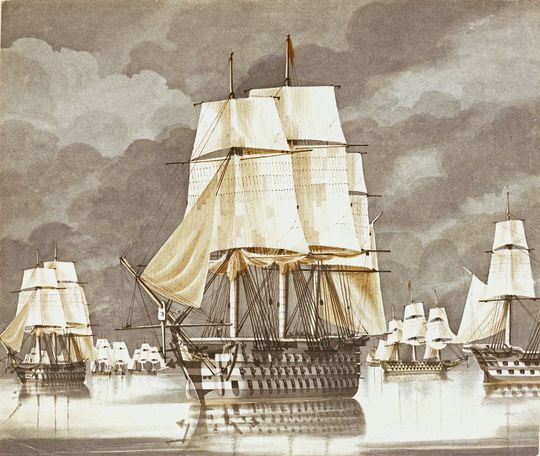
HMS Princess Charlotte, ammiraglia inglese nel Mediterraneo

Le lamentele dei commercianti inglesi portarono Londra a sottoscrivere un memorandum, in cui venivano enunciati i disastrosi avvenimenti che sarebbero scaturiti dall’approvazione del decreto. Il diktat di Londra fu respinto dal ministro degli esteri Antonio Statella. Questo portò Temple a cercare di scendere a patti con un nuovo accordo commerciale con cui Napoli annullava l’accordo con l’azienda francese e la Gran Bretagna favoriva accordi doganali favorevoli per i commercianti napoletani e ne avrebbe incentivato l’impresa nel proprio territorio e lo stesso doveva avvenire per i commercianti Inglesi. L’accordo fu rifiutato e lo stesso accade per un secondo ultimatum da parte del nuovo ministro degli Esteri Fulcro Ruffo di Calabria, nel Regno vennero organizzate campagne propagandistiche che tocco il culmine con la pubblicazione della “risposta alle petizioni de’negozianti inglesi degli zolfi di Sicilia”.
A questo punto Londra passo all’uso della forza, vennero trattenute navi siciliane a Malta, si ancorarono navi da guerra nella rada di Santa Lucia e a Santa Maria di Leuca e vennero catturate circa quindici navi borboniche. Napoli rispose con il blocco delle navi e dei cittadini inglesi nel Regno, con il trasferimento di 12000 uomini in Sicilia e con l’invio di lettere alle potenze della Santa Alleanza e alla Francia. Le proposte di pace provenienti da Vienna vennero rifiutate e fu grazie a Luigi Filippo che si arrivò alla pace con uno nuovo trattato moderatamente liberista, in cui il re ripagava una certa somma per i danni subiti ai cittadini inglesi e stracciava gli accordi con l’impresa francese e gli inglesi limitavano la penetrazione economica in Sicilia, l’accordo fu un parziale successo per Napoli che negli anni successivi riuscì a incrementare i commerci con la Gran Bretagna senza mettere in profonda crisi la nascente industria cotoniera Duo Siciliana. Dal punto di vista diplomatico però le relazioni commerciali rimasero fredde e gli inglesi preferirono appoggiarsi al Regno di Sardegna per le questioni internazionali come per esempio sulla “questione egiziana”. Dall’accordo usciva rafforzata la Francia che con il primo ministro François Guizot aveva l’obiettivo di appoggiare i nascenti movimenti liberali per creare una serie di Stati liberali in Italia clientelari alla Francia.

### Rivoluzione siciliana del 1848
L'ondata rivoluzionaria che scosse l'Europa nel 1848 ebbe il via dal Regno delle Due Sicilie. All'inizio dell'anno scoppiarono sommosse in tutto il regno e in modo particolare in Sicilia, dove le insurrezioni popolari assunsero quasi subito le caratteristiche di ribellione indipendentista: in quel frangente Ferdinando II, primo fra i sovrani italiani, concesse una costituzione il 29 gennaio del 1848, redatta dal liberale moderato Francesco Paolo Bozzelli e promulgata il successivo 11 febbraio, la terza carta costituzionale promulgata nel regno, dopo lo statuto costituzionale di Palermo del 1812 e quello di Napoli del 1820 (dati entrambi da Francesco I nella qualità di Vicario del padre Ferdinando I).

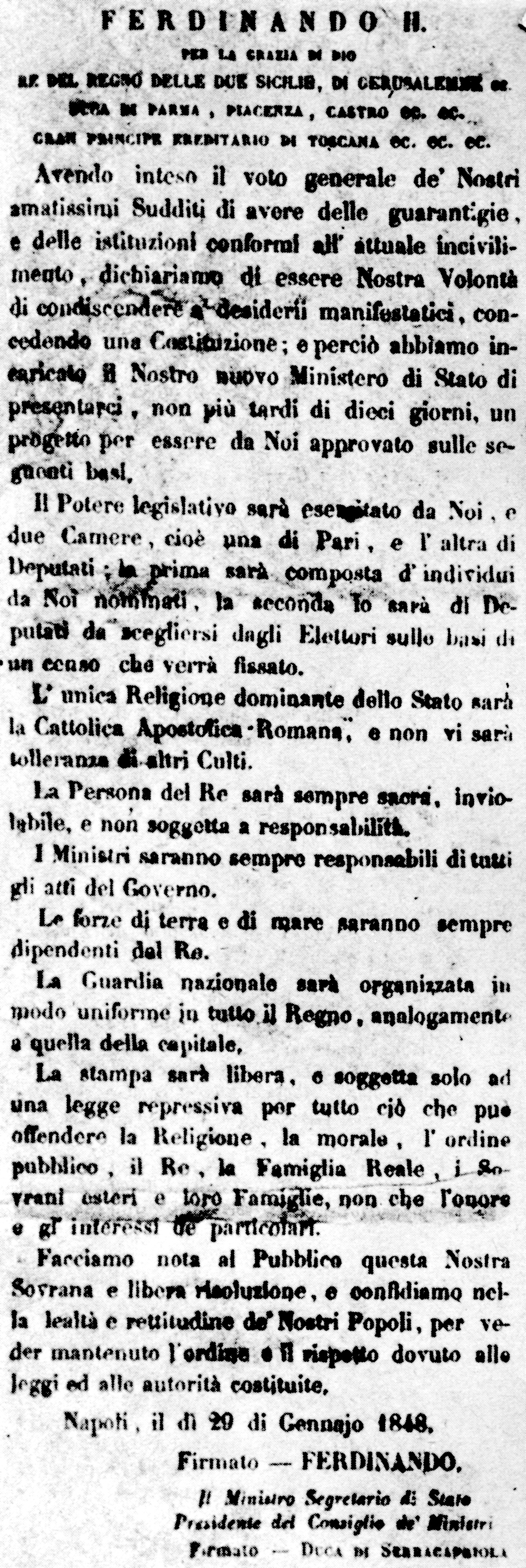
La costituzione di Ferdinando II

Il governo venne affidato al duca di Serracapriola, che avrebbe dovuto provvedere alla promulgazione delle leggi per l'applicazione della Costituzione, ma che si mosse con molto ritardo. L'art. 89 del testo costituzionale prevedeva, infatti, l'abrogazione di tutte le disposizioni e i decreti che fossero stati in contrasto con i principi della Carta. Era quindi necessario preparare immediatamente norme adatte al nuovo assetto istituzionale: altrimenti, il paese sarebbe precipitato nel disordine.
Sia per negligenza dovuta ad errori di calcolo politico sulla situazione interna del Regno, sia per inesperienza, si promulgarono soltanto due leggi. La legge elettorale il 29 febbraio «pessima e malissimamente concepita, non piccola cagione dei disordini che poscia contristarono il regno» e quella sulla Guardia nazionale il 13 marzo, mentre la legge per regolare la libertà di stampa non fu mai fatta. Il governo non riusciva materialmente a mantenere l'ordine.
Lo scenario politico, nel frattempo, si era modificato, poiché, il 27 marzo, in Sicilia il legittimo sovrano era stato dichiarato decaduto, benché Ferdinando II avesse concesso, tramite la Costituzione (art. 87) e i decreti d'applicazione dello Statuto, totale autonomia all'isola, e fu costituito un nuovo Stato. Il 24 febbraio fu proclamata la repubblica in Francia, mentre nel marzo erano insorte Milano e Venezia e il Piemonte aveva dichiarato guerra all'Austria.

#### Proposte Saliceti

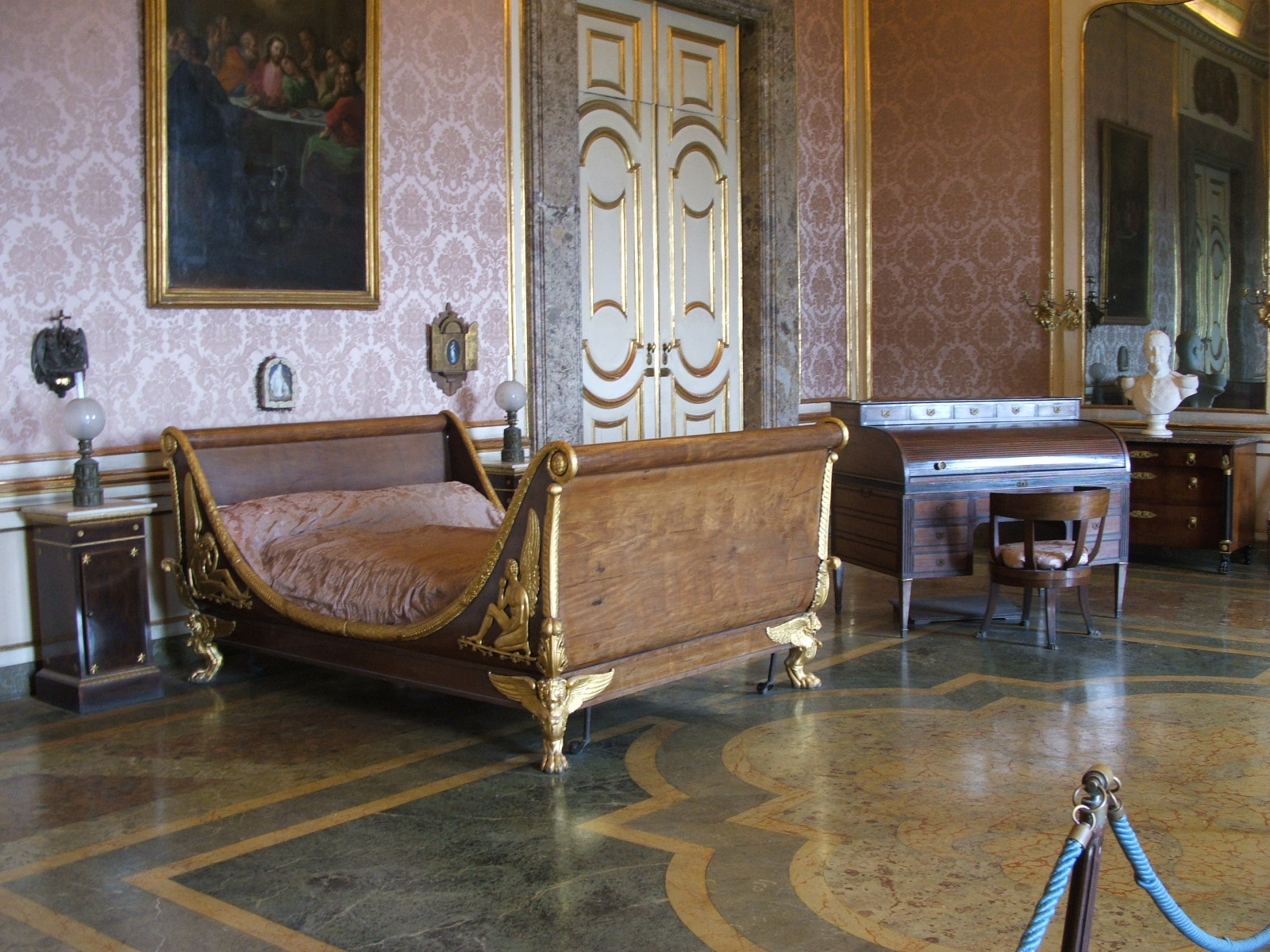
La camera da letto di Ferdinando II alla Reggia di Caserta

L'opinione pubblica liberale, convinta che i ministri fossero completamente incapaci di gestire la situazione, fece pressioni sul re affinché li licenziasse, e così si giunse ad un rimpasto di governo.
Fu chiamato a ricoprire la carica di ministro della giustizia uno degli esponenti radicali più famosi del periodo, Aurelio Saliceti, che propose un programma di governo in quattro punti: abolizione della Camera dei Pari i cui membri erano nominati a vita dal re e giudicata dai liberali troppo legata agli interessi del sovrano, pieni poteri alla Camera dei Deputati per provvedere a una modifica della Costituzione, modifica radicale della legge elettorale ed invio di truppe sulla linea del Po in aiuto al Piemonte.
Le proposte del Saliceti furono accolte in modo benevolo da gran parte dei liberali; infatti il dibattito sulla partecipazione alla guerra d'indipendenza nazionale e la modifica della Costituzione erano diventati i nodi centrali della politica napoletana. I liberali erano fermamente convinti che solo con la concessione di maggiori diritti alla rappresentanza nazionale si sarebbe potuto compensare l'enorme potere che lo Statuto garantiva al re.
Ferdinando II, tuttavia, che aveva concesso la Costituzione soprattutto per pacificare e stabilizzare la situazione politica interna, si rifiutò di sottoscrivere il programma del suo ministro, ritenuto troppo radicale e foriero di nuovi disordini politici e licenziò il Saliceti e tutto il governo.

#### Governo Troya
Il 3 aprile venne formato un nuovo ministero guidato dal neoguelfo Carlo Troya, composto principalmente da liberali moderati che, d'accordo con il re, stilarono un programma in dieci articoli, meno radicale di quello del Saliceti, per dare applicazione alla Costituzione. Si stabilì che la Camera dei Pari sarebbe stata composta da 50 membri (art. 4), si fissò a 240 ducati il censo di eleggibilità, venne fissato il giorno per l'elezione della Camera dei Deputati e stabilito in 164 il numero dei membri da eleggere.
All'apertura del Parlamento si decise che le due camere, d'accordo con il re, avrebbero avuto facoltà di svolgere la Carta, cioè la possibilità di modificarla, in riferimento alle disposizioni che riguardavano la Camera dei Pari (art. 5). Tuttavia c'è da rilevare come Ferdinando II desse dell'art. 5 una lettura restrittiva, poiché, nelle sue intenzioni, una modifica costituzionale non avrebbe dovuto portare alla soppressione della camera alta, come invece desideravano i deputati, ma solo a una limitazione delle sue competenze.
Il programma costituzionale stabilì, infine, la partecipazione delle Due Sicilie alla guerra d'indipendenza (artt. 7-10). Il 7 aprile fu dichiarata guerra all'Austria e per l'occasione si modificò la bandiera del Regno, aggiungendovi il tricolore italiano. Il 18 aprile si tennero le elezioni, ma l'affluenza alle urne fu scarsa. La maggioranza dei seggi fu conquistata dai liberali moderati. La cerimonia d'apertura del Parlamento, fissata per il 1º maggio, fu posticipata al 15, per consentire ai deputati che venivano dalle province più lontane di raggiungere comodamente Napoli.
La vigilia della cerimonia, nella sala comunale del palazzo di Monte Oliveto, si raccolsero in seduta preparatoria, sotto la presidenza del Cagnazzi, i deputati già presenti nella capitale. La formula del giuramento alla Costituzione, che il giorno successivo doveva essere prestata dal re e dai deputati, fu il primo argomento di discussione posto all'ordine del giorno. Ci furono accesi dibattiti e la camera, ritenendo insufficiente il testo scritto da Ferdinando II per i deputati, decise di modificarlo, compilandone un altro in cui si decise che si sarebbe giurato di «Osservare e mantenere lo Statuto politico della nazione con tutte le riforme e le modifiche stabilite dalla rappresentanza nazionale, massimamente per ciò che riguardava la Camera dei Pari». Il nuovo giuramento, accettato dal ministero, fu sottoposto all'approvazione del re, che lo rifiutò; infatti, egli sosteneva che i deputati non avrebbero dovuto giurare su una formula in cui era prevista un'eventuale modifica del testo costituzionale esclusivamente da parte della Camera, poiché si sarebbero violati sia la Costituzione che l'art. 5 del programma di attuazione.
Il re, di fronte alla risolutezza dei deputati, nella notte tra il 14 e il 15 maggio trasmise alla Camera un'altra formula di giuramento: «Prometto e giuro innanzi a Dio fedeltà al re costituzionale Ferdinando II. Prometto e giuro di compiere con il massimo zelo e con la massima probità ed onoratezza le funzioni del mio mandato. Prometto e giuro d'essere fedele alla Costituzione quale sarà svolta e modificata dalle due Camere d'accordo con il re, massimamente intorno alla Camera dei Pari, com'era stabilito dall'art. 5 del programma del 3 aprile». Il testo fu approvato dalla maggioranza dell'assemblea. Non di meno, si erano diffuse voci, tra i membri della fazione più radicale della Camera, circa la presenza di truppe regie nei pressi del Parlamento. La notizia era completamente falsa e gli stessi emissari del sovrano, giunti nel palazzo di Monte Oliveto per consegnare ai deputati il nuovo giuramento, dichiararono di essere disposti a condurre una delegazione di parlamentari a verificare l'inconsistenza di quelle accuse. Infatti, per evitare di alimentare maggiormente la già elevatissima tensione politica con la presenza di truppe per le strade della città, il re aveva dato ordine di consegnarle nelle caserme. I deputati radicali si rifiutarono di credere agli inviati di Ferdinando II e iniziarono, con l'aiuto di una vasto numero di popolani, giunti in larga maggioranza da fuori Napoli al loro seguito, e di alcuni reparti della Guardia nazionale, la costruzione di barricate a protezione del Parlamento. A questa notizia il re mobilitò le truppe, che occuparono i punti nevralgici della città.
La mattina del 15 maggio i parlamentari dell'ala moderata, la maggioranza, fecero pubblicare un proclama in cui esortavano i cittadini armati a tornare alle loro case. Tuttavia, i deputati anti-realisti e rivoluzionari, come Giovanni La Cecilia e Pietro Mileti, continuarono a sostenere che il re non fosse realmente intenzionato a modificare la Costituzione, poiché non avrebbe permesso alla rappresentanza nazionale di abolire la Camera dei Pari e ritenevano che non ci sarebbe stata nessun tipo di riforma, finché la Camera dei Deputati non avesse avuto il totale controllo del potere legislativo. Il solo mezzo per dimostrare la piena autonomia dei deputati sarebbe stato l'approvazione da parte del re del giuramento redatto dalla Camera.
Un'ordinanza regia fissò per le due pomeridiane del 15 maggio l'apertura del Parlamento e si confermò la formula di giuramento concordata con la maggioranza dei deputati. Le frange più estremiste dei rivoluzionari, riunitesi a Palazzo Orsini di Gravina, fecero sapere al ministero che avrebbero tolto le barricate, consentendo al Parlamento di riunirsi, purché Ferdinando II avesse allontanato le truppe a trenta miglia dalla capitale, consegnato le fortezze cittadine alla Guardia nazionale e accettato, senza riserve, la prima formula di giuramento. Il governo, pur di evitare lo scontro, accolse le richieste, mentre il re le respinse, appellandosi alle prerogative che gli affidava la Costituzione: era il garante dell'ordine pubblico e capo supremo delle forze armate, non avrebbe mai ceduto alle pressioni e ai ricatti dei deputati più rivoluzionari che sobillavano la piazza.

#### Moti del 15 maggio e scioglimento del Parlamento

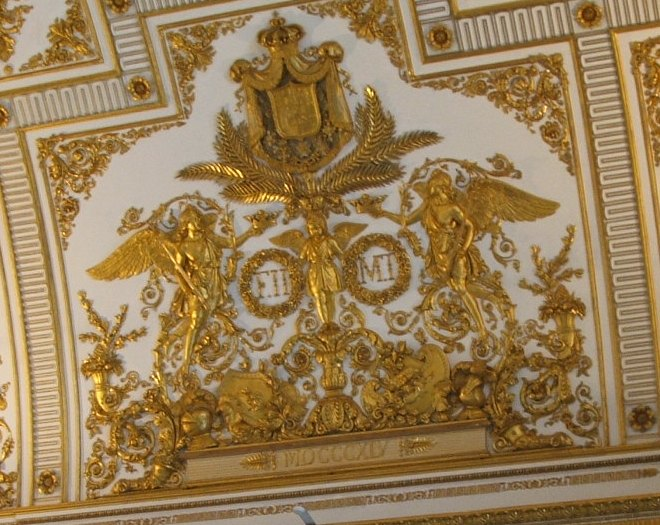
Le iniziali di Ferdinando II e Maria Teresa sulla volta della Sala del trono della Reggia di Caserta

I ministri, fallita la trattativa, diedero in blocco le dimissioni, mentre i deputati dell'ala moderata tentarono ancora una volta, senza successo, di far demolire le barricate. Verso le undici del mattino, infatti, una fucilata presso la chiesa di San Ferdinando fu il segnale di inizio della lotta. Sulla reggia fu issata la bandiera rossa e le artiglierie cominciarono a bombardare dalle fortezze. Le cannonate distrussero diciassette barricate innalzate nella sola via Toledo e altre nelle strade limitrofe. Alcuni palazzi furono distrutti. Le truppe mercenarie svizzere e quelle regolari napoletane, protette dai cannoni dei forti e affiancate da alcune batterie da campagna, diedero l'assalto alle barricate, espugnandole una dopo l'altra; quindi assalirono le case sospette che più tardi furono saccheggiate dai lazzari che percorsero le vie della città al grido di «Viva il re ! Morte alla Nazione!».
All'inizio della rivolta i deputati radicali costituirono un comitato di salute pubblica, presieduto dal Cagnazzi e formato dal Zuffetta, Giardini, Bellalli, Lanza e Petruccelli, non riuscendo tuttavia a far nulla: la battaglia ebbe il suo corso. L'ammiraglio francese Baudin, presente a Napoli con la sua flotta, avrebbe potuto farla cessare, ma si rifiutò. Lo scontro durò fino alla tarda serata del 15 e la resistenza dei liberali fu vinta. Furono distrutte le barricate e sciolto il comitato di salute pubblica. Non si seppe mai il numero dei morti di quella giornata, le cifre date nel corso degli anni dagli storici oscillano da un minimo di duecento ad un massimo di duemila vittime, tra le quali vi furono lo scrittore Luigi La Vista e il filosofo Angelo Santilli.

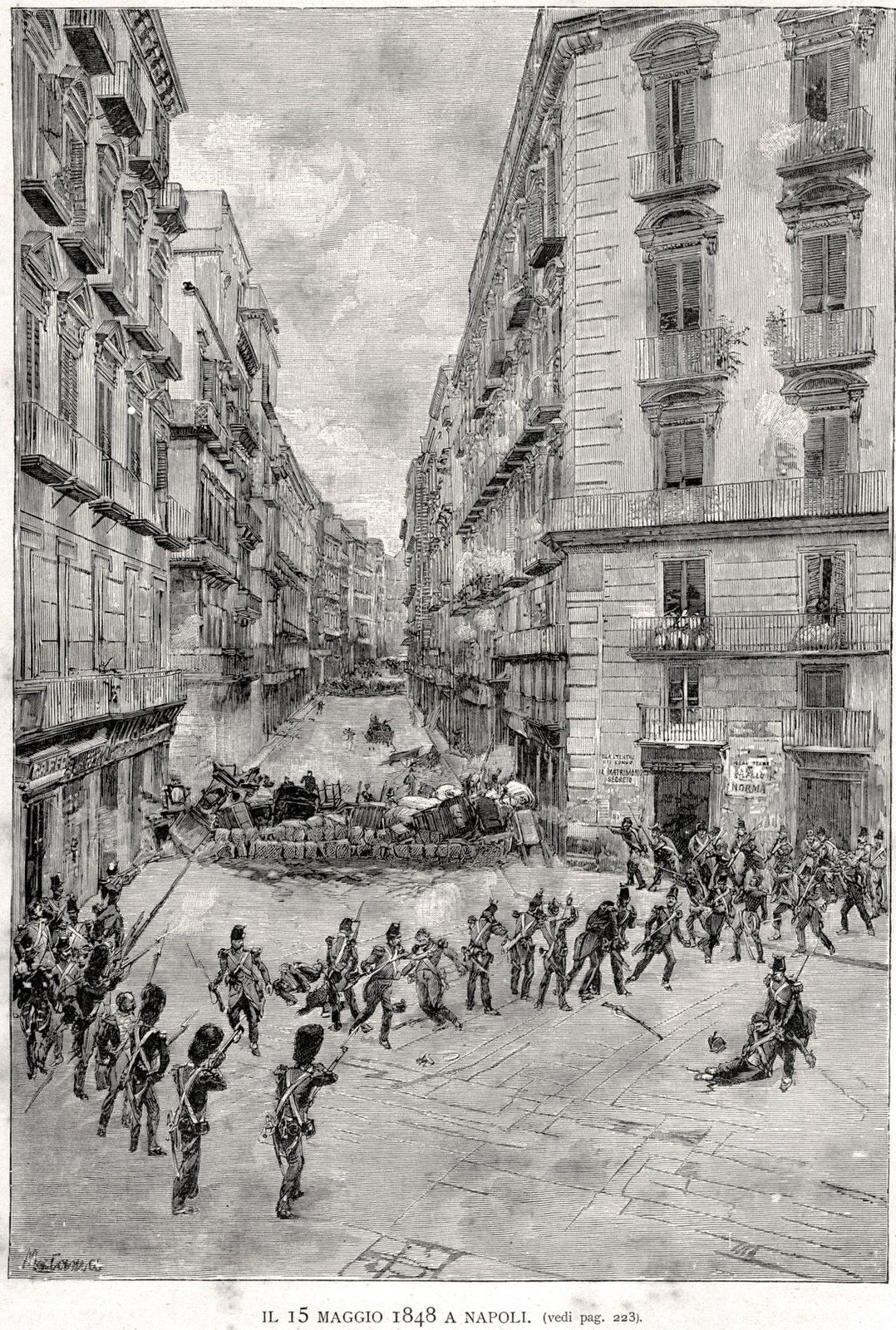
Le barricate in Via Toledo il 15 maggio 1848

Terminata la battaglia, un capitano degli svizzeri si presentò dai deputati con il decreto di scioglimento dell'assemblea firmato dal re.
Il giorno successivo il sovrano licenziò il governo, formandone uno nuovo e ordinò lo scioglimento della Guardia nazionale della capitale. Fu decretato a Napoli lo stato d'assedio ed istituita una commissione d'inchiesta sui reati commessi contro la sicurezza dello Stato dal 10 maggio in poi. Il 17 maggio venne notificato lo scioglimento della Camera dei Deputati, benché questa non si fosse ancora costituita, perché, sostenne Ferdinando II: «si era assunta un potere arbitrario e illegittimo, sovversivo d'ogni principio d'ordine civile».
La Costituzione fu mantenuta. Furono indetti i comizi elettorali per il 24 maggio e si fissarono nuove elezioni per la camera il 15 giugno.
Il nuovo ministero, guidato dal principe di Cariati, modificò nuovamente la legge elettorale, prevedendo una soglia censitaria più bassa: 120 ducati per gli eleggibili e 12 per gli elettori, sperando così di accontentare, con una legge più “democratica” i liberali più radicali.

#### Nuovo parlamento
Nel periodo successivo ai moti del 15 maggio le nuove camere svolsero una modesta attività, riuscendo, tuttavia, a formulare alcune leggi, fra cui ricordiamo il riassetto dell'ordinamento comunale e provinciale, l'affrancazione dei canoni del Tavoliere di Puglia, l'organizzazione della Guardia nazionale, l'inamovibilità della magistrati e il miglioramento delle prigioni. I deputati desideravano una modifica della Costituzione in senso più liberale, in conformità a quanto era stato previsto dal programma per l'attuazione dello Statuto.
Il primo luglio fu convocato il parlamento napoletano: la sua composizione non cambiò di molto rispetto al precedente. Le Camere aprirono regolarmente i lavori: la prima discussione affrontata dal nuovo parlamento riguardò una relazione programmatica del re, che fu approvata il primo agosto dalla Camera dei Deputati ed il 5 da quella dei Pari. Un gruppo di deputati, tuttavia, ricominciò un duro ostruzionismo verso Ferdinando II, rimproverandogli lo scioglimento della precedente camera, e riaffermò, contro l'opinione del re, la propria volontà di continuare la guerra all'Austria. Conseguenza dei fatti di maggio, infatti, fu il richiamo delle truppe inviate sul Po agli ordini del generale Pepe e della flotta da guerra dall'alto Adriatico. L’azione del sovrano fu anche possibile grazie alla condanna della guerra, proclamata dal Papa, il 29 aprile, che permisero a Ferdinando di avere il pretesto per il ritiro delle truppe. Questo ebbe effetti non trascurabili sull'esito del conflitto, perché anche la Toscana e lo Stato Pontificio iniziarono a ritirare le loro truppe, lasciando il Piemonte solo contro l'Austria. Inoltre, la rappresentanza diplomatica, inviata a Roma per discutere sulla formazione di una Costituente e di una lega degli Stati italiani, fu ritirata.

### Riconquista della Sicilia

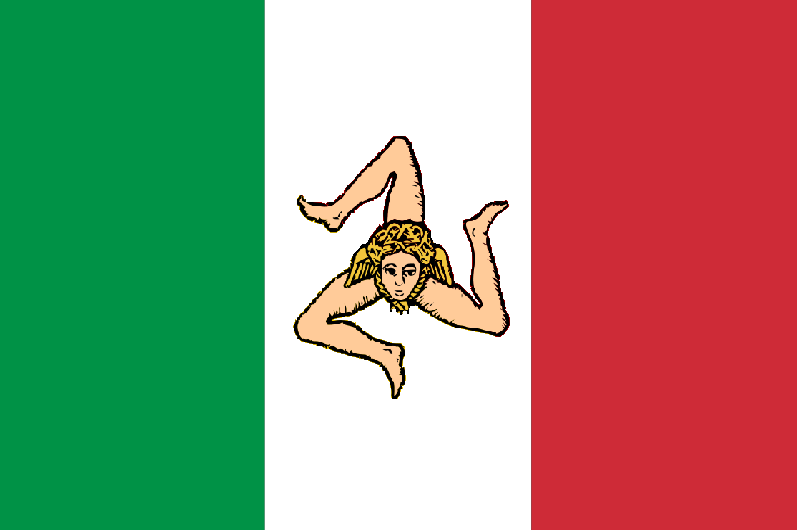
Bandiera dello Stato della Sicilia (28/04/1848 - 15/05/1849)

Riconquistato il dominio sulla capitale, Ferdinando II fu libero di fronteggiare il movimento separatista siciliano. Nell’isola il 13 aprile fu dichiarato decaduta la dinastia Borbonica. Il 10 luglio 1848 venne proclamato uno Statuto costituzionale del nuovo Regno di Sicilia, che ricalcava in parte la Costituzione del 1812, con l'abolizione della Camera dei Pari, sostituita da con un senato elettivo, e con la scelta del regime monarchico costituzionale. La neonata Seconda Repubblica Francese e il Regno Unito si impegnarono proteggere il neonato Regno di Sicilia a patto, che esso favorisse la candidatura di un re di Casa Savoia o degli Asburgo di Lorena. Però entrambi i sovrani non erano disposti a entrare in conflitto con Napoli dopo la battaglia di Custoza. Forte del rifiuto di Torino e Firenze, Ferdinando poté incaricare l’invio di un corpo di spedizione in Sicilia.
Ferdinando II scelse di dare il comando della spedizione borbonica a Carlo Filangieri, principe di Satriano, che aveva mantenuto il controllo della Real cittadella, attaccò la città di Messina il 7 settembre del 1848. La città fu sottoposta a pesantissimi bombardamenti da parte dell'artiglieria borbonica, che incendiò o ridusse in macerie interi quartieri. Ferdinando II, che a causa del bombardamento di Messina fu soprannominato "re bomba", festeggiò la riconquista di Messina nella sua reggia a Caserta. Nella battaglia finale il bombardamento a tappeto dalla Cittadella borbonica sulla città si protrasse ininterrottamente per cinque giorni. Tale episodio è stato rivalutato dallo storico e saggista Harold Acton, il quale afferma che molto probabilmente l'epiteto "re bomba" non è nato per il bombardamento di Messina (non suffragata da fonti sicure), bensì per la battaglia di Palermo avvenuta il 15 gennaio del 1848. La stessa "Relazione delle operazioni militari di Messina nel settembre 1848", pubblicata a Napoli nel 1849 a cura dello stato maggiore borbonico, ammette che il bombardamento ebbe effetti devastanti su Messina. A tale fonte si rifà anche lo scrittore Giuseppe Campolieti, autore tra l'altro di una biografia di Ferdinando II. Il 9 settembre conquistò Milazzo.

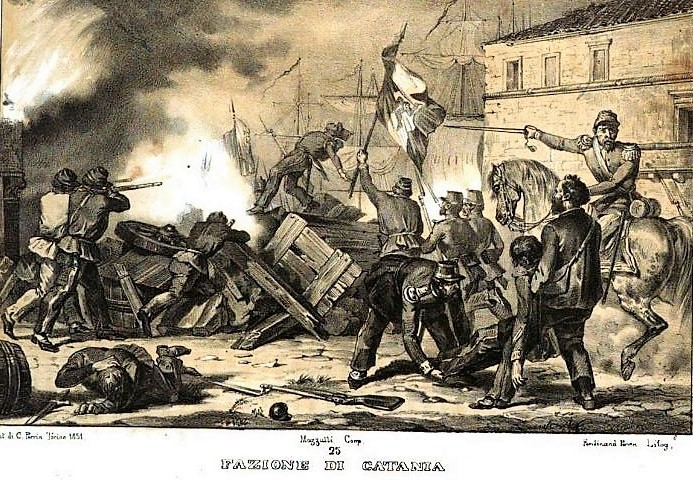
Catania 1849, scontri tra i borbonici e l'esercito nazionale siciliano

L’11 una squadra navale inglese e francese comandate da Hyde Parker e Charles Baudin riuscì a imporre la tregua richiesta dai siciliani che fu concessa il 18 settembre. L’Intervento Anglo-Francese aveva il compito di favorire l’ascesa del Duca di Genova allo sceltro degli Altavilla, ma per l’ostilità di Carlo Alberto la proposta decadde nuovamente. Questo fu anche dovuto ai contrasti tra le due potenze, infatti la Francia della Rivoluzione di febbraio, voleva incoraggiare la nascita di una lega italica che si doveva opporre alle ambizioni austriache e piemontesi, il Regno Unito era invece più prudente e voleva un governo autonomo in Sicilia e un ampio ventaglio di concessioni da parte del Parlamento. Il conflitto tra le due nazioni permise a Ferdinando di continuare la conquista anche grazie all’appoggio del nuovo presidente francese Luigi Bonaparte che era ostile all’indipendenza della Sicilia. Ai primi di marzo del 1849, Baudin e Parker presentarono al parlamento, una costituzione octroyee, siglata da Re di Napoli, il 28 febbraio del 1849, questa offriva una Costituzione diversa rispetto a quella napoletana, con un parlamento separato e l'abolizione della promiscuità d'impiego, nella pubblica amministrazione, tra siciliani e napoletani. Il nuovo Statuto proponeva anche l'amnistia per i reati politici. Ciò non fu accettato dai siciliani che, per bocca del loro capo Ruggero Settimo, respinsero le proposte del re.
Così nove giorni dopo ripresero le ostilità, Catania fu furiosamente bombardata e riconquistata e dopo una settimana anche Augusta, Siracusa e Noto caddero. La debolezza degli insorti permisero a Ferdinando di notificare all’ambasciatore francese a Napoli, Alphonse de la Reyneval, dell’impossibilità di confermare le offerte di autonomia promesse al Parlamento Siciliano all’inizio del conflitto. Nelle ultime fasi della guerra la flotta borbonica sbarcò a Mondello il 24 aprile, il 5 maggio il principe di Satriano occupò Bagheria e il 13 giugno prendeva il possesso di Palermo. Conquistata Palermo, il Re concesse l’amnistia, tranne ai leader della rivoluzione, i 43 esclusi dal provvedimento si imbarcarono per Genova. Erano il meglio della intellighenzia siciliana: negli anni successivi molti di essi (La Masa, La Farina, Crispi, Amari, Cordova, Fardella di Torrearsa) condivisero la causa risorgimentale e, 11 anni più tardi, parteciparono alla spedizione dei Mille. Riappacificata l’isola Ferdinando II nominò Filangieri duca di Taormina e luogotenente generale della Sicilia.

#### La spedizione nello Stato Pontificio

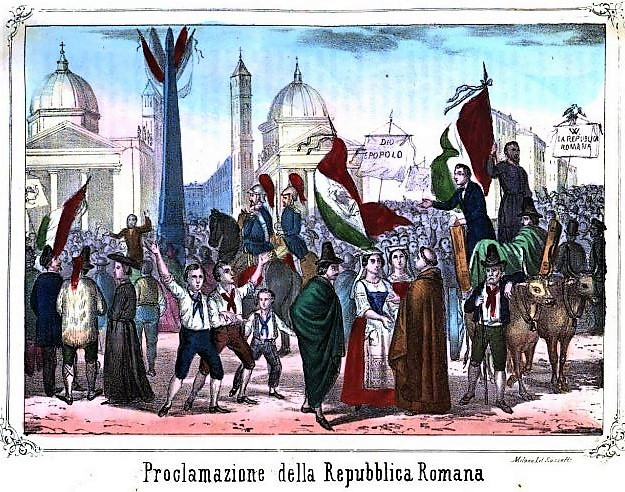
Proclamazione della Repubblica Romana

Mentre la campagna siciliana procedeva nella riconquista dell’isola. Ferdinando II si decise di invadere l'appena creata Repubblica Romana. Essa nacque dall’insurrezione mazziniana che nel novembre del 1848 aveva rovesciato il governo papale e proclamato la Repubblica, il 5 febbraio del 1849. Il Re subito si mostrò impaziente di marciare verso i rivoluzionari. In questa situazione il Papa si era rifugiato nella fortezza borbonica di Gaeta, dove venne raggiunto dai delegati di Austria, Spagna, Francia e ovviamente Due Sicilie, che deliberarono la creazione di un’azione congiunta per riconquistare Roma. Tra Vienna e Parigi si convenne che l’onore sarebbe toccato a Luigi Bonaparte, che così voleva riconquistare il favore del partito ultramontano e della destra Orleanista in vista della tornata elettorale del 13 maggio. Il 24 aprile a Civitavecchia sbarcò il corpo di spedizione francese, comandato dal generale Nicolas Charles Victor Oudinot, che subito cerco di avanzare verso Roma, venne però fermato dalla resistenza dei repubblicani il 30. Nello stesso periodo Ferdinando II, che dirigeva direttamente le operazioni, varcò la frontiera il 28 aprile e fissò il suo quartier generale ad Albano. Ferdinando II sperava in un eventuale collaborazione franco-napoletana per riprendere Roma. Ma l’arrivo del delegato francese Ferdinand de Lesseps, il 15 maggio porto all’interruzione della trattativa. De Lesseps firmò il 31 maggio una tregua di venti giorni tra Parigi e il Triunvirato. Il sovrano napoletano rendosi conto di essere isolato, decise di ritirarsi e mandò una lettera di rimostranze a Oudinot. Durante la contromarcia l’esercito borbonico venne incalzato da azioni di guerriglia, che portarono alla vittoria strategica sulle camicie rosse nella battaglia di Velletri, che permise a Ferdinando di poter tornare a Gaeta. Durante la tregua intanto il governo francese mandò nuove truppe che ai primi di luglio raggiunsero Roma e la riconquistarono. Luigi Napoleone grazie a questa azione riuscì ad ottenere una base per l’allargamento dell’influenza nella penisola.

### Fine dell'esperimento costituzionale
Il 6 febbraio 1849 si verificò la definitiva crisi istituzionale. Il ministro delle finanze fece un discorso sul bilancio dello Stato con la presentazione della relativa legge tributaria formulata dal ministero. I deputati si opposero, affermando che per redigere norme in materia fiscale sarebbe occorso un voto della camera sul progetto di legge del governo, così com'era previsto dall'art. 38 della Costituzione. I deputati sostennero che per quel particolare provvedimento il ministero non godeva della fiducia della camera e quindi dell'intera nazione, di cui i deputati erano i rappresentanti, stabilendo che la legge dovesse essere sottoposta al voto di fiducia. La Costituzione non prevedeva una simile eventualità. Le disposizioni costituzionali relative ai ministri, però, erano molto generiche.
Stabiliva l'art. 71: "I ministri sono responsabili", senza per altro specificare con chiarezza nei confronti di chi, aprendo, quindi, ad interpretazioni elastiche del testo, per cui la possibilità del voto di fiducia avrebbe potuto trovare spazio. Da una parte il governo volle attenersi ad un'interpretazione stretta della Carta, per la quale il re poteva nominare e revocare i ministri di sua scelta, senza bisogno del consenso del Parlamento, dovendoli rinviare alle camere nel solo caso di tradimento (art. 74). I liberali, invece, avrebbero voluto far evolvere il regime verso un parlamentarismo che la Costituzione non aveva esplicitamente previsto; essi ritenevano quindi che il ministero dovesse necessariamente avere la fiducia della maggioranza della Camera dei Deputati. Il re dichiarò che i deputati avevano violato in modo palese la Costituzione. I contrasti non si appianarono e il conflitto tra governo e deputati fu risolto il 12 marzo da Ferdinando II, che sciolse la Camera e indisse nuove elezioni che non ebbero mai luogo.
Il re licenziò il ministero e inaugurò una politica fortemente assolutista; nominò presidente del consiglio e ministro delle finanze il lucano Giustino Fortunato, già aderente alla Repubblica Napoletana e al governo murattiano. Più di mille municipi mandarono delle petizioni per invitare il re a sospendere la Costituzione, ritenuta ormai, da gran parte del popolo, come fonte di disordini. Iniziarono i processi contro i responsabili dei moti del 15 maggio, furono abrogate le poche leggi elaborate dal parlamento e tornò in uso la tradizionale bandiera nazionale bianca con lo stemma dei Borbone.
La Costituzione fu sospesa ma non abrogata: così fallì il primo esperimento costituzionale italiano del 1848.
La repressione dei rivoluzionari siciliani e napoletani se da una parte permise di dimostrare l’efficienza dell’esercito napoletano, che riuscì a permettere il rientro all’ordine senza l’intervento di potenze straniere, dall’altra parte però produsse una frattura irrimediabile con la classe dirigente e nobiliare siciliana e con i liberali napoletani che non vedevano più le sorti della dinastia borbonica legate alla causa nazionale italiana. All’estero il Regno Unito si poneva in forte contrasto con il Regno delle Due Sicilie, come dimostra la durissima nota inviata, il 15 settembre 1849 da Temple al Capo del gabinetto e ministro degli Esteri Giustino Fortunato, dove si sosteneva che:
“la rivoluzione siciliana era stata provocata dal malcontento generale, antico, radicato, causato dagli abusi del governo borbonico e della violazione della Costituzione siciliana, ripristinata e aggiornata dal patto politico del 1812, promulgato sotto gli auspici della Gran Bretagna, che, anche se provvisoriamente sospeso, non era stato mai considerato abolito dal consorzio europeo […] qualora Ferdinando II avesse violato i termini della capitolazione e perseverato nella sua politica di oppressione, il Regno Unito non avrebbe assistito passivamente a una nuova crisi tra il governo di Napoli e il popolo siciliano”

### Politica estera dal 1848 al 1859
La politica estera di questi ultimi anni fu contraddistinta da una volontà di non avere direttive dalle potenze maggiori e specialmente dalla Gran Bretagna, queste azioni spesso si risolsero in azioni meno efficaci che spesso si ritorsero contro lo stesso sovrano.
Nella primavera del 1851, Ferdinando II fece fallire le trattative con il cancelliere imperiale Felix Von Schwarzenberg, che voleva creare una confederazione italiana sotto tutela austriaca, Ferdinando II fece fallire le trattative perché temeva l’ingerenza di Vienna negli affari interni.
A seguito del plebiscito del 1852 con cui Luigi Napoleone si era incoronato Imperatore dei Francesi con il nome di Napoleone III. Ferdinando II a differenza delle altre corti europee di dimostrò subito pronto ad allacciare nuove rapporti con le Tuillers. La Corte di Napoli in questo modo intendeva creare un'alleanza con Parigi, che potesse contrastare le mire espansionistiche della Gran Bretagna e impedire l’annessione del Ducato di Parma da parte del Piemonte, sul quale i Borbone di Napoli rivendicavano diritti dinastici. La mossa diplomatica non si concretizzò e suscitò perplessità da parte di Vienna, Berlino e San Pietroburgo e le ostilità di Londra.
In queste difficili condizioni, Ferdinando II dovette fronteggiare la Guerra di Crimea. La Guerra nasceva dalla volontà del governo Russo di estendere la sua influenza sul l’Impero Ottomano, a opporsi c’erano la Gran Bretagna e la Francia che non volevano un allargamento dell’influenza Russa nel Mediterraneo. Parigi aveva anche la volontà di edificare un nuovo assetto politico alternativo al Congresso di Vienna. Per fare ciò serviva però l’appoggio di Vienna, così la diplomazia anglo-francese riuscì a far entrare Vienna nelle trattative di pace l’8 agosto del 1854, vennero sottoscritti i punti per il trattato di pace non negoziabile per la Russia. Nel trattato la Russia rinunciava al controllo dei Principati Danubiani, al protettorato dei cristiani dell’Impero Ottomano, dava libera navigazione all’Austria sulle bocche del Danubio e riduceva le forze navali nel Mar Nero, in cambio sarebbero terminate le ostilità.
Gli Stati Italiani durante il conflitto si mostrarono divisi: il Regno di Sardegna e il Ducato di Parma inviarono dei corpi di spedizione, il Ducato di Modena e lo Stato Pontificio rimasero passivi, pur parteggiando per Nicola I, mentre il Granducato di Toscana e specialmente il Regno delle Due Sicilie dimostravano apertamente ostilità alla coalizione anti-russa.
Ferdinando II era fortemente legato da accordi con la Russia per trattati stipulati il 1845 e il 1847, che avevano abbattuto diversi dazi. Quest trattati anche se non avevano favorito la struttura agricola Duo Siciliana, che soffriva per l’abbassamento dei prezzi del grano, dovuto all’afflusso del grano di Odessa aveva assicurato al Regno un saldo alleato. Per rafforzare l’alleanza Ferdinando II sottoscrisse una serie di editti che erano in aperto contrasto con gli anglo-francesi, il 23 luglio del 1853, il divieto di esportazione di grano necessari per le vettovaglie della coalizione, successivamente con gli editti che impedirono l’acquisto di mille bovini pugliesi da parte di una ditta francese per l’esercito, l’impedimento a navi napoletane di trasportare truppe e materiali bellico della coalizione, il rifiuto di partecipare al contrastò della pirateria barbaresca e greca, che minacciava i rifornimenti della coalizione, la negazione alle flotte anglo-francesi di fare scalo nei porti di Brindisi e Messina e la minaccia dell’embargo sullo zolfo. Queste politiche però non portarono ad una belligeranza attiva, voluta da San Pietroburgo, che fu sempre rifiutata da Napoli. A confermare questa presa di posizione, il 13 gennaio del 1855, le Due Sicilie furono l’unica nazione europea ad aderire ad un trattato di navigazione firmato tra Washington e San Pietroburgo firmato il 22 luglio 1854.
Il 20 luglio 1855, Ferdinando II convinto che l’offensiva della coalizione si sarebbe infranta sulle fortezze di Sebastopoli, allargò le misure protezionistiche contro il Regno Unito alle paste alimentari, alle gallette, ai legumi e promulgò il divieto di concedere ai Siciliani il rilascio del passaporto per evitare che questi si arruolassero nella Legione anglo-piemontese. L’azione della coalizione non si fece attendere e venne prima promulgata con una protesta sottoscritta dal primo ministro Henry John Temple, dall’ambasciatore francese Edouard Gesmer de La Cour e dal rappresentante austriaco Anton Von Martini. A queste rimostranze si aggiungeva il discorso del primo ministro inglese del 7 agosto. In queste dichiarazioni il primo ministro sosteneva che l’influenza russa su Napoli era preponderante, ricordava le azioni di ostilità di Ferdinando II contro la coalizione e esponeva le dichiarazioni di William Ewart Gladstone, che avevano causato molto scalpore tra i liberali inglesi.
Temple aveva anche intenzione di utilizzare fondi riservati del Tesoro britannico per una spedizione per liberare Luigi Settembrini e altri liberali, l’operazione però non fu tentata. Successivamente il governo inglese richiese che la Corte di Napoli licenziasse il Direttore di Polizia, Orazio Mazza, accusato di aver offeso il Segretario della Legazione inglese George Fagan, a Napoli dopo uno spettacolo al Teatro San Carlo e il governo francese richiedeva le riparazioni per lo sgarro fatto dal comandante della piazza di Messina, che durante il gentliaco di Napoleone III, non aveva risposto al saluto della corvetta francese Gorgone.
A seguito di questi avvenimenti a Napoli il partito murattiano approfittò dell’occasione, per diffondere gli scritti di Aurelio Saliceti, “la question Italienne, Murat et les Bourbons”. In questo scritto l’ex ministro Duo Siciliano di Grazia e Giustizia rivendicava i diritti dinastici di Napoleone Luciano Carlo Murat sulla Corte di Napoli.
A queste richieste il ministro degli Esteri Luigi Carafa di Traetto consigliò di cedere e alla fine Ferdinando II decise di congedare Mazza, il gesto non portò ad un’appacificazione con gli anglo-francesi che ora domandavano di sospendere l’embargo.
Attraverso i carteggi si ipotizza che l’ostinazione del sovrano borbonico poteva essere spiegata dallo scetticismo della tenuta dell’alleanza anglofrancese, e specialmente dal fatto che contava di trovare negli Stati Uniti, potenza nascente un valido alleato. Le speranze si infransero con la sconfitta della Russia e l’apertura dei lavori del Congresso di Parigi il 25 febbraio 1856.
Durante il congresso le potenze liberali negarono al Regno delle Due Sicilie di partecipare. Nei giorni successivi Cavour riuscì a porre al tavolo delle potenze la questione della sistemazione dell’Italia.
Le speranze di Cavour erano di una delegittimazione il Regno delle Due Sicilie, per la sua condotta durante la guerra, infatti criticò fortemente la monarchia borbonica affermando “di cessare di rendere odioso il principio monarchico con una condotta tanto brutale quanto detestabile.” In questo modo il primo ministro sperava di un allargamento del Piemonte ai danni dei ducati padani o di favorire un'occupazione della Sicilia a seguito di una rivolta anti-borbonica.
I maneggi di Cavour funzionarono e l’8 aprile i ministri degli esteri Alexandre Colonna Walewski e George William Villiers iniziarono una feroce condanna del comportamento illiberale del governo di Ferdinando II. Però i delegati russi, austriaci e prussiani, rappresentati da Alexander Mikhalovich Gorcakov, Karl Ferdinand von Buol-Schauenstein, Otto Theodor Von Manteuffel, si imposero esprimendo dubbi sulle buone intenzioni Anglo-francesi e sull’impossibilità di sviluppare un nuovo assetto dell’Italia in mancanza dei delegati dei rispettivi Stati.
Il governo Inglese e Francese riuscirono ad avere comunque la possibilità di manifestare azioni ostili nei confronti del Regno, se Ferdinando II non avesse incamminato il cammino delle riforme. Furono inviate numerose note alla Corte di Napoli per protestare sulle condizioni con cui venivano trattati i liberali del Regno e i prigionieri politici. Ferdinando II però era irremovibile infatti nelle lettere con il ministro degli esteri Carafa, che invocava delle concessioni da parte del sovrano scrive:
“un mio assenso alle condizioni del governo Francese sarebbe un atto di debolezza compiuto a danno dell’indipendenza della mia corona e a vantaggio del partito rivoluzionario.”
A poco servirono anche la mediazione russa, austriaca, prussiana e spagnola che consigliavano di cedere su alcuni punti.
A settembre la crisi diplomatica peggiorò con la mobilitazione della flotta da parte di Ferdinando II e lo sviluppo di piani di guerra da parte degli anglo-francesi, il conflitto fu fermato per intermediazione di Alessandro II e di Francesco Giuseppe che riuscirono a premere su Napoleone III e Temple per distoglierli da un'azione bellicosa. Il 10 ottobre le ambasciate di Londra e Parigi si limitarono a presentare a Carafa due distinte note con le quali i governi manifestavano l’intenzione di ritirare gli ambasciatori. Il governo napoletano si mostrò nuovamente opponente alle richieste di mutamento del dispotismo monarchico, così il 21 ottobre le delegazioni abbassarono gli stemmi e abbandonarono la città vesuviana.
Dopo i moti di Palermo e Cefalù, il 22 novembre 1856, e specialmente dopo il tentativo di regicidio di Agesilao Milano, la situazione cambiò. Le potenze liberali infatti cercarono un disgelo con la Corte di Napoli, sperando di evitare rivoluzioni, che sarebbe stata dannosa per gli equilibri europei. Così nel 1857 il Regno dopo aver stipulato una convenzione con la Repubblica di Argentina col fine di mandare lì i sudditi napoletani condannati per reati politici.
Il progetto argentino venne accolto positivamente dal nuovo governo Tory guidato da Edward Smith-Stanley. Il nuovo esecutivo cercava di riallacciare le relazioni diplomatiche con Napoli, a peggiorare questa situazione c’era un nuovo contenzioso che riguardava il piroscafo Cagliari, di proprietà dell’armatore genovese Raffaele Rubattino, che aveva permesso il trasporto degli uomini per la sfortunata impresa di Pisacane. In questo contenzioso il governo inglese chiedeva la liberazione di due macchinisti inglesi e il governo sabaudo chiedeva la restituzione del naviglio.
Le richieste furono accolte da Ferdinando che oltretutto emanò l’Atto di reale grazia, il 10 gennaio del 1859, con cui il Regno accordava l’esilio di novanta prigionieri politici, tra i quali Poerio, per portarli negli Stati Uniti. La nave venne poi deviata grazie alla corruzione del capitano facendo sbarcare i condannati nel Regno Unito. L’operazione fu accolta positivamente da tutti i governi, anche se non fermò l’operazione di propaganda antiborbonica fatta in Gran Bretagna dall’opposizione liberale che era guidata da diversi politici e intellettuali tra cui James Ridgway che scrisse la brochure “italy: its conditions. Great Britain: its Policy. A series of letters addressed to lord John Russel by an English liberal.” In questo testo si lodava il regime liberale di Vittorio Emanuele I e l’operato di Cavour e si condannava il dispotico governo di Ferdinando II.
Le cose presto cambiarono con l’ultimatum austriaco del 23 aprile consegnato alla Corte di Torino, e l’apertura della seconda guerra d’indipendenza il 29 seguente. Il governo inglese infatti temeva per una vittoria netta dei franco-piemontesi che avrebbe consegnato l’Italia al patener major dell’alleanza cioè la Francia. Lo squilibrio oltre a spaventare Londra, creava timori anche nelle altre potenze europee, esse allora operarono per rafforzare la posizione di non belligeranza di Ferdinando II nel conflitto. Però Ferdinando non vide la fine della guerra infatti spirò il 22 maggio 1859. Al monarca accentratore che secondo il giudizio del ministro spagnolo Salvador Bermudez de Castro, “solo, senza camere, senza consiglieri, del tutto refrattario a far partecipi delle proprie decisioni i suoi ministri, era stato il braccio e la mente dello Stato, aveva conservato la pace per 29 anni, ripreso la Sicilia senza invocare l’aiuto straniero, risanato il Tesoro e creato un forte esercito e un'eccellente armata di mare.” Succedeva l’appena ventitreenne Francesco II.

### Gli anni grigi

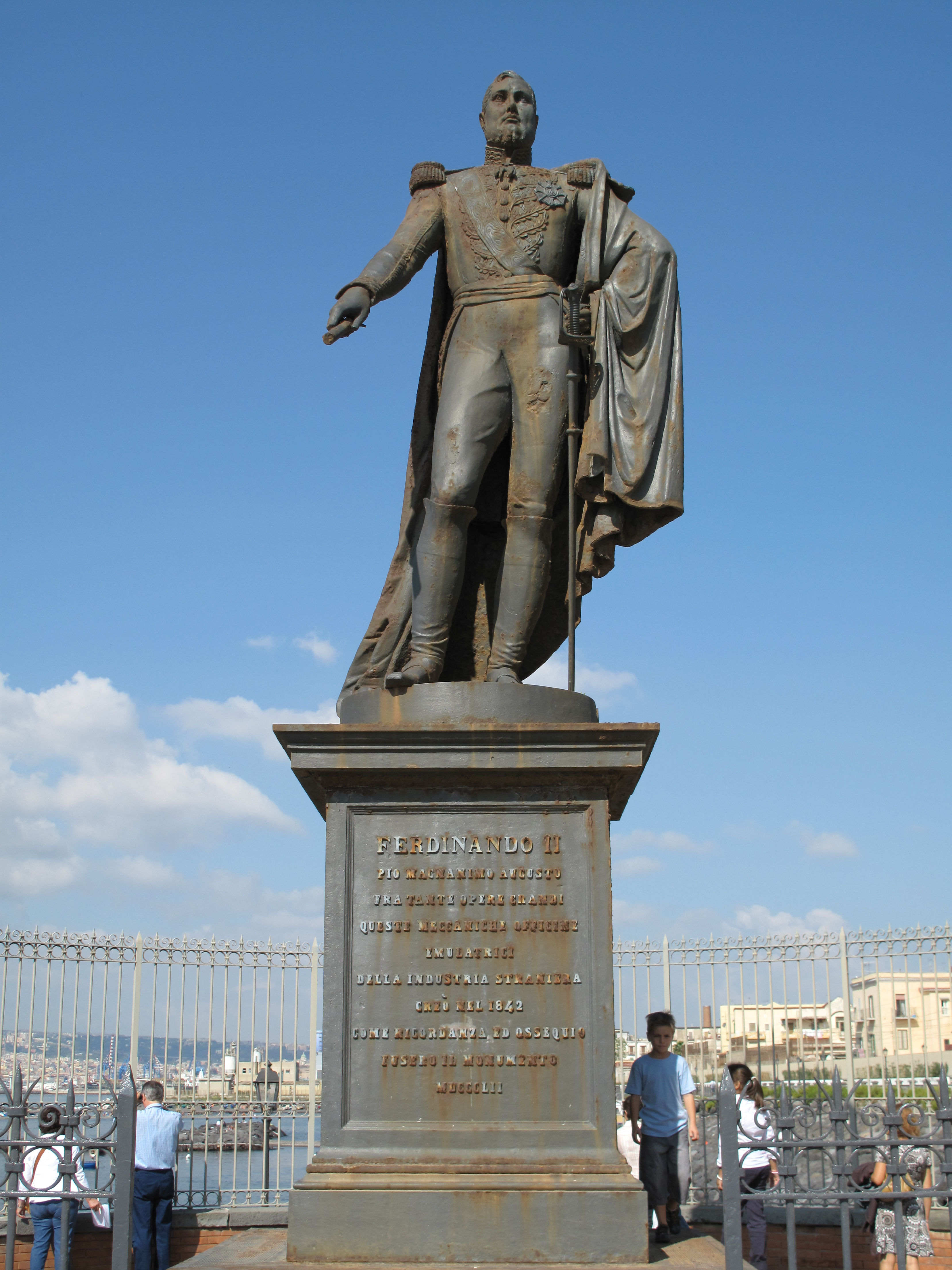
Pasquale Ricca, Statua in ghisa di Ferdinando II di Borbone, Museo di Pietrarsa (Na).

Tra il 1849 e il 1851, a causa dell'inasprimento reazionario portato avanti da Ferdinando II, molti andarono in esilio; tra rivoluzionari e dissidenti, circa duemila persone furono incarcerate nei penitenziari del regno borbonico e molti di più emigrarono in Piemonte.
Il politico inglese William Ewart Gladstone, dopo aver soggiornato per circa quattro mesi, tra l'autunno del 1850 e l'inverno del 1851, a Napoli, scrisse due lettere al primo ministro inglese George Hamilton Gordon in cui descriveva la «terribile condizione» del Regno delle Due Sicilie, definito la «negazione di Dio», nelle cui prigioni tra l'altro i detenuti politici venivano mischiati con i comuni, compresi i camorristi, definiti come «gli uomini più famigerati per audacia di crimini». Il primo ministro Giustino Fortunato venne avvertito delle lettere da Carlo Ruffo, ambasciatore borbonico a Londra, ma Fortunato non gli rispose e non informò il re. Questa manchevolezza inferocì Ferdinando II, che lo licenziò immediatamente e in lui maturò il sospetto che Fortunato non avesse mai dimenticato il suo passato liberale e avesse di proposito favorito la circolazione delle lettere.
Le accuse di Gladstone, tuttavia, suscitarono forti dubbi ed ebbero anche diversi tentativi di confutazione in Italia ed in Europa. Nonostante ciò, le sue descrizioni sul presunto maltrattamento dei Borboni ai danni dei detenuti si diffusero nell'intera Europa. Successivamente, secondo quanto riportato da alcuni autori, lo stesso politico inglese avrebbe ammesso che quelle lettere erano state scritte senza una diretta conoscenza dei fatti. La conseguenza delle lettere di Gladstone fu, secondo talune fonti revisioniste, una "sensibilizzazione" dell'Europa di fronte alla questione italiana nel Regno delle Due Sicilie a favore della politica del Cavour.
Dopo il 1848 tutte le scuole private di Napoli furono chiuse, compresa quella di De Sanctis, e l'istruzione fu affidata al clero, vennero richiamati i gesuiti per provvedere all’educazione.
In campo economico si ispirò al mercantilismo seicentesco di Colbert, queste politiche economiche si mostrarono assai poco dinamiche, il Regno in questi anni spendeva pochissimo per finanziare le infrastrutture e la nascente industria, questo portò a un gap non indifferente con il Nord-Ovest del Piemonte nelle ferrovie e nelle strade. Per via di queste politiche lo Stato tese alla tesaurizzazione, con le casse dello Stato che erano le più ricche degli Stati Preunitari pur avendo la pressione fiscale più bassa.

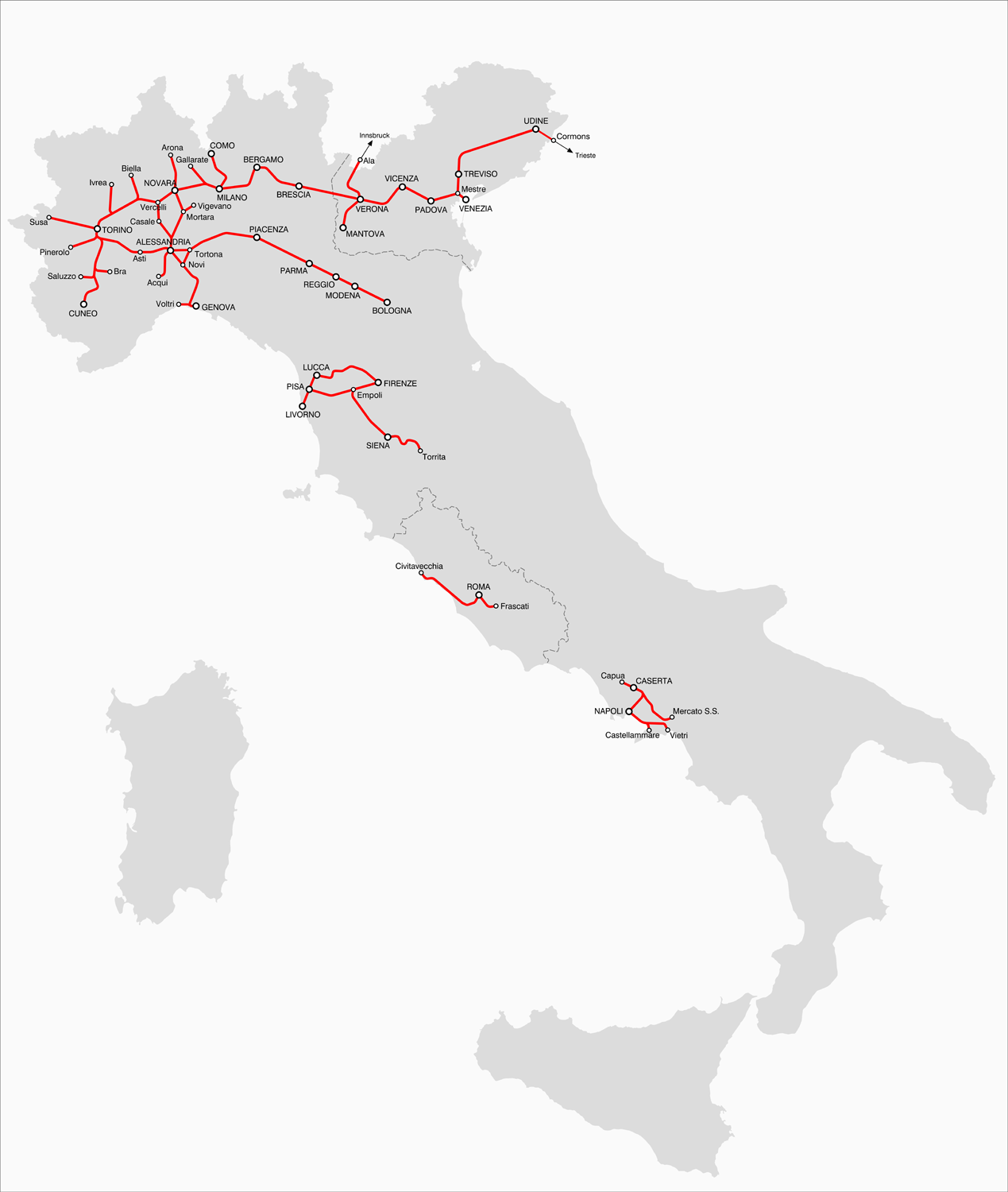
Alla proclamazione del regno d'Italia, nel 1861, erano in esercizio nella penisola 2.521 km di strade ferrate (alla stessa data in Germania 11.000 km, in Inghilterra 14.600, in Francia 4.000). Alla vigilia dell'Unità, nel 1859, la rete ferroviaria piemontese per 819 km, quella del Lombardo-Veneto per 522 km, quella dello Stato Pontificio per 257 km, quella del Granducato di Toscana 101 km, e quella del Regno delle due Sicilie per 99 km.

L’opera riformatrice anche se diminuì fortemente non mancò del tutto. Tra le azioni degne di nota nel 1850 furono istituiti i Consigli Edilizi, essi provvedevano al controllo di tutte le nuove costruzioni per evitare abusi. Nell’anno successivo avvenne la ricostruzione di Lacedonia e Melfi, parzialmente distrutte da un terremoto. Nel 1852 venne inaugurato il primo telegrafo elettrico tra Napoli e Caserta, fu poi esteso a tutto il Regno, compresa la Sicilia con cavo sottomarino. Nello stesso anno fu inaugurato il bacino di raddobbo del porto di Napoli, seguito da un allargamento del porto di Catania e migliorò la strada che collegava il porto di Pizzo, da cui partiva il ferro lavorato a Pietrasa. In questi anni vennero create la corderia navale a Castellammare e un grande stabilimento per la produzione di polvere da sparo a Scafati. In campo agricolo venne completata la bonifica del basso Volturno. Il 28 maggio del 1853 venne inaugurata Via Maria Teresa, l’attuale Corso Vittorio Emanuele, con l'intento di poter avere un asse viario che mettesse in diretto collegamento due parti della città poste agli antipodi e, soprattutto, il centro storico col quartiere del Vomero. Nel 1856 la ferrovia arrivò a Salerno e cominciarono i lavori per una ferrovia che da Capua avrebbe raggiunto Roma. Nel 1857 a seguito di un terremoto nel Cilento, vennero bonificate paludi e creata la nuova città di Battipaglia.
Nel 1852 il re si stabilì momentaneamente a Lagonegro, uno dei quattro capoluoghi lucani del Regno, dove adottò una lunga serie di provvedimenti tendenti a perfezionare l’assetto organico, addestrativo, operativo e logistico delle forze di terra e di mare con partecipazione alle parate, nelle caserme e durante le marce dei reparti, rendendosi molto gradito alle truppe. Nell’autunno del medesimo anno Ferdinando volle che la campagna addestrativa per l’esercito venisse svolta con particolare risalto in Calabria con un contingente formato da due divisioni, otto squadroni di cavalleria e venti pezzi di artiglieria concentrati a Lagonegro.

Ferdinando II delle Due Sicilie, metà del XIX secolo

L'8 dicembre 1856, giorno dell'Immacolata Concezione, Ferdinando II assistette a Napoli alla Santa Messa con tutta la famiglia, gli alti funzionari governativi e moltissimi nobili del suo seguito. Dopo la celebrazione, il sovrano passò in rassegna a cavallo le truppe sul Campo di Marte. In quel momento, il soldato calabrese di idee mazziniane Agesilao Milano, che accusava Ferdinando II di essere un «tiranno da cui doveva liberarsi la nazione», si lanciò sul monarca e riuscì a ferirlo con un colpo di baionetta. Arrestato e condannato a morte, gli fu negata la grazia sovrana e il re rifiutò di ricevere personalmente il suo avvocato difensore. Milano fu impiccato in Piazza del Mercato il 13 dicembre dello stesso anno.
Ferdinando II rimase scosso dal fallito attentato, preoccupato che la baionetta dell'attentatore fosse avvelenata. A Campo di Marte il re fece erigere, come memoria, una chiesa in onore della Concezione e una piccola cappella nel punto dove era avvenuto il tentato regicidio. Le intendenze del regno obbligarono tutti i comuni a dare un contributo per le costruzioni, anche se alcuni si rifiutarono, come Corleto Perticara (Potenza) per volere del giovanissimo liberale Carmine Senise.
Qualche anno dopo, il re chiese al chirurgo Capone di controllare se la ferita al petto infertagli dal Milano si fosse infiammata. Il chirurgo lo rassicurò che la cicatrice era intatta e senza segni di infiammazione e suppurazione. Comunicando ciò, qualificò come infame Agesilao Milano; il Re rimproverò il chirurgo: «Non si deve dir male del prossimo; io ti ho chiamato per osservare la ferita e non per giudicare il misfatto; Iddio lo ha giudicato, io l'ho perdonato. E basta così». Secondo alcuni Ferdinando non guarì mai completamente dalla ferita e la sua morte, avvenuta poco meno di tre anni dopo (il 22 maggio 1859, a Caserta), sarebbe dovuta a setticemia.
Secondo altre fonti, la malattia di Ferdinando II dipendeva dall'obesità. Secondo i referti medici, a stento riusciva a stare in piedi ma, nonostante i medici lo sconsigliassero, compì un viaggio in Puglia, iniziato a Caserta l'8 gennaio 1859 e terminato il 7 marzo 1859 a Bari, per il matrimonio del figlio. In Bari si celebrò il matrimonio religioso del figlio primogenito ed erede al trono Francesco, Duca di Calabria con Maria Sofia di Baviera, sorella dell'imperatrice Elisabetta d'Austria, detta "Sissi", matrimonio già avvenuto per procura senza che gli sposi si fossero mai conosciuti. Il rito religioso, celebrato a Bari, ove Maria Sofia era giunta per mare, partendo da Trieste, fu turbato proprio dal notevole aggravarsi della malattia del re, iniziato già durante il viaggio, tanto che Ferdinando non poté assistere al matrimonio. Il medico di corte, cav. Ramaglia, aveva capito ben poco della gravità del male e le condizioni di Ferdinando II peggioravano continuamente.
Pertanto fu invitato dall'Intendente di Bari, cav. Mandarini, il miglior medico della Provincia, Nicola Longo di Modugno, allievo prediletto del prof. Domenico Cotugno, l'Ippocrate napoletano. Questi, dopo aver visitato minuziosamente Ferdinando II, diagnosticò un ascesso femorale inguinale, pieno di materia grigia purulenta, e propose, dopo aver tentato inefficacemente una cura con l'uso di risolventi a base di mercurio, un'operazione chirurgica per asportare manualmente la materia. Tutti gli astanti, la regina Maria Teresa, il duca di Calabria, l'Intendente Mandarini, il medico Ramaglia, inorridirono al solo pensiero che fosse eseguita un'operazione a un re, oltretutto da un medico che aveva grande fama di liberale, essendo iscritto alla Carboneria dal 1817.

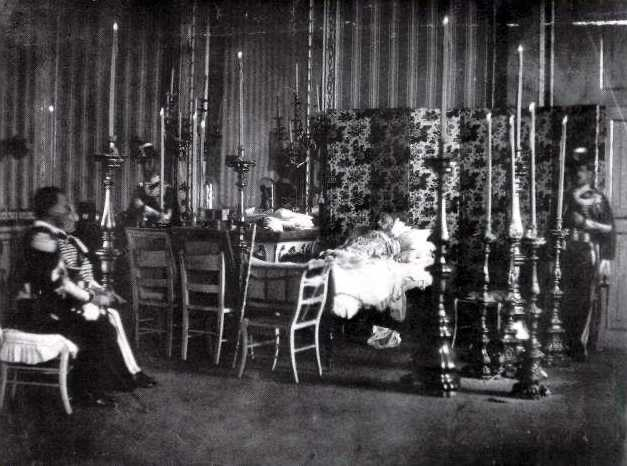
Ferdinando II sul letto di morte, 1859

Nicola Longo avvertì Ferdinando e i presenti che, se non fosse stata fatta a breve l'incisione all'inguine, ci sarebbe stata una funesta conclusione della malattia. "Maestà" disse il Longo "la sventura vostra in questa contingenza è l'essere re; se foste stato un povero infelice gettato in un letto d'ospedale, a quest'ora sareste guarito". Rispose Ferdinando in napoletano: "Don Nicola, adesso mi trovo sotto, fate ciò che volete, ma salvatemi la vita!". Dopo aver titubato e rinviato l'operazione per quasi un mese, Ferdinando II e i reali decisero all'improvviso di ripartire da Bari alla volta di Caserta il 7 marzo 1859, nonostante il Longo fosse contrario a tale scelta. Giunto Ferdinando II in condizioni ormai gravissime a Caserta, tutti i medici di corte, Trinchera, Capone, De Renzis, Lanza, Palasciano, dopo aver riconosciuto la giusta diagnosi e cura del medico Nicola Longo, e soprattutto che l'operazione era necessaria dal primo momento, tentarono inutilmente la stessa operazione proposta dal Longo due mesi prima, ma ormai era troppo tardi.

### Ultimi giorni e morte
Sui suoi ultimi giorni si racconta un aneddoto interessante che evidenzia il carattere dell'uomo: in quei giorni il granduca Leopoldo II di Toscana era stato costretto a lasciare Firenze; il figlio del re, Francesco entrò nella camera del padre, annunciando: "Papà, hanno cacciato zi' Popò!" e il re chiese: "Quale zì Popò?" e quando Francesco rispose: "Zi' Popò di Toscana", Ferdinando disse seccamente: "Che coglione!".
Ferdinando II spirò il 22 maggio 1859. Poco prima della sua morte era iniziata la seconda guerra di indipendenza, che vedeva schierati Vittorio Emanuele II e Napoleone III contro Francesco Giuseppe.
Il giovane sovrano Francesco II ereditava una situazione molto complessa: anche se lo Stato lasciato dal padre si trovava in ottime condizioni per quanto riguardava le casse, per l’appoggio delle classi popolari e per un buon esercito, si trovava traballante per il mancato appoggio di buona parte dell’intellighenzia e dei liberali meridionali che disprezzavano il dispotismo della monarchia. Dal punto di vista economico, il periodo delle riforme era terminato da tempo e questo aveva iniziato a creare un gap con il Nord-ovest che era significativo sulle infrastrutture. Lo stesso valeva per l’istruzione e in politica estera: anche se il Regno era riuscito a mantenere una forte indipendenza era ormai particolarmente isolato sul piano internazionale.

## Analisi conclusive politico-economiche

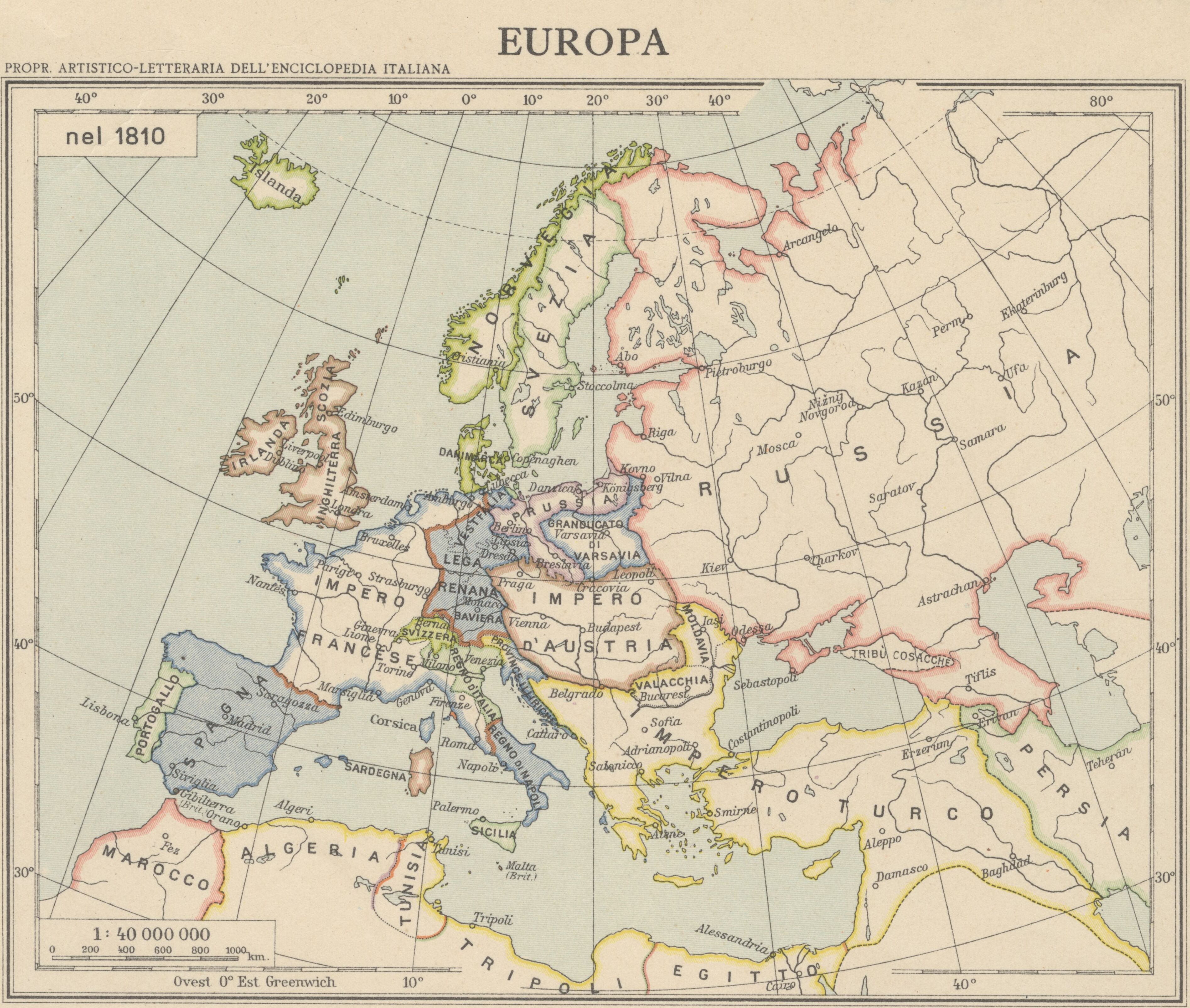
Mappa d'Europa nel 1810, anno di nascita di Ferdinando II

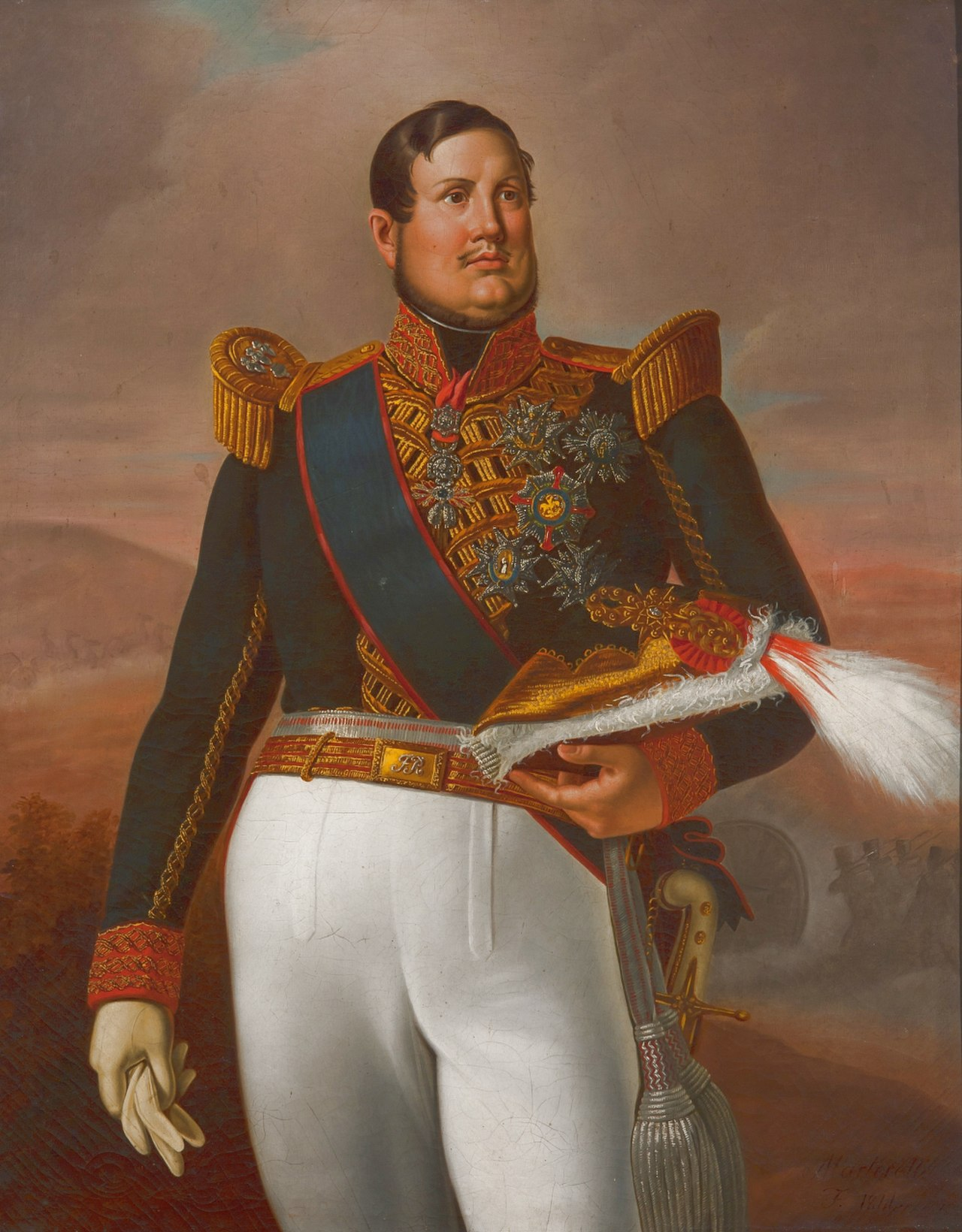
Ritratto di Ferdinando II delle Due Sicilie del Martorelli, 1844. Oggi questo dipinto è conservato nella Reggia di Caserta

Nascono, sotto la protezione e con l'intervento diretto dello Stato, le prime industrie del regno, soprattutto del settore tessile e metallurgico. Anche l'agricoltura e l'allevamento vengono sviluppate attraverso la creazione di appositi centri studi statali e un sistema di finanziamento alla piccola proprietà rappresentata dai Monti Frumentari. Secondo alcune statistiche, il Regno produceva, rappresentando circa un terzo della popolazione, più del 50% dell'intera produzione agricola italiana e per quel che riguarda l'allevamento, il numero dei capi, fatta eccezione per l'allevamento bovino, era ben superiore a quello del resto d'Italia sia in valore assoluto che in rapporto alla popolazione.
Ferdinando II adottò un modello politico-economico di tipo protezionistico, in verità molto poco dinamico, cercando in gran parte ispirazione nel modello francese di Jean-Baptiste Colbert, che aveva consentito la nascita dell'industria transalpina, propendendo decisamente per un intervento diretto dello Stato nella vita economica del paese, ma limitando gli investimenti ai surplus di cassa provenienti dalle esportazioni agricole ed evitando l'indebitamento pubblico e l'aggravio della pressione fiscale mantenuta fra le più basse d'Europa.
Ferdinando II nei primi anni di governo tende a riallacciarsi all'assolutismo illuminato del XVIII secolo, questo cambia bruscamente dopo i moti del 48, infatti il suo governo diviene sempre più dispotico e questo si vede dall’appoggiarsi alla Chiesa cattolica, e a legare a sé esponenti più conservatori nella politica e nell'amministrazione del Regno. In questi ultimi anni Ferdinando si comportò come un sovrano dispotico che non comprese lo spirito del suo tempo. Secondo alcuni, infatti, la caduta del Regno fu anche colpa della sua poca lungimiranza e del suo isolamento internazionale, rintanato in un ostinato sogno di immobilità.
Come detto, si nota in Ferdinando una certa attenzione agli affari di Stato, tuttavia la sua mentalità (che il saggista Harold Acton definì tipica del "paterfamilias partenopeo, possessivo, cosciente del suo potere e della sua virilità") gli impedì di cogliere il momento e fece perdere al Regno delle Due Sicilie l'astratta possibilità di assumere il ruolo di stato-guida dell'Italia al posto dello scalpitante Piemonte.

## Matrimoni e discendenza

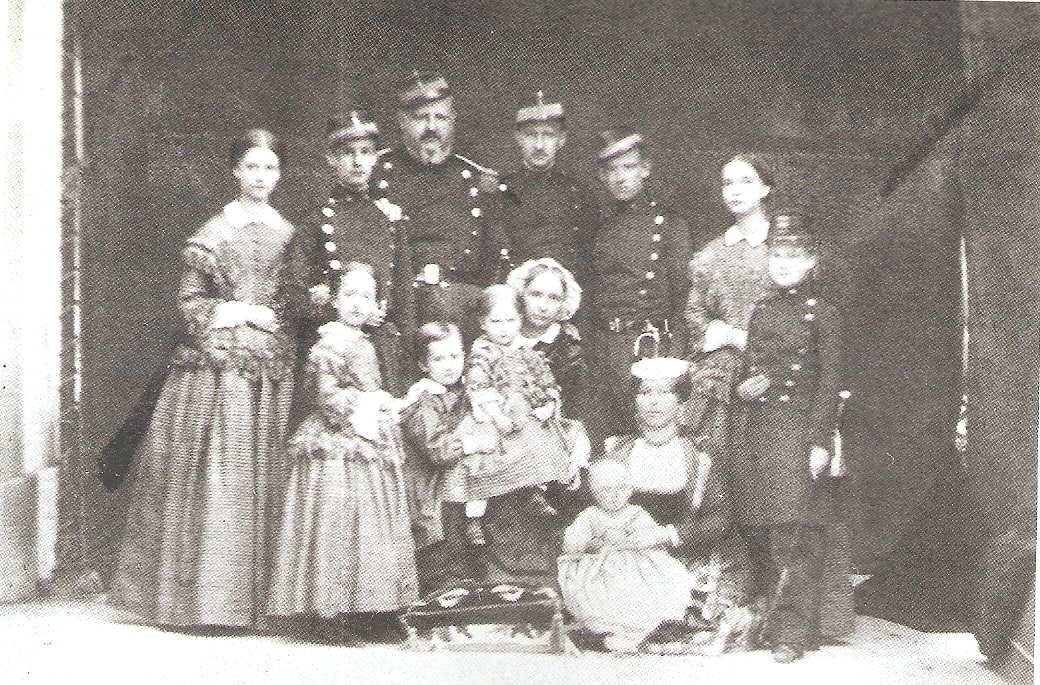
Ferdinando II con la propria famiglia

Si sposò per la prima volta il 21 novembre 1832 a Genova con la principessa Maria Cristina di Savoia, quarta figlia del re Vittorio Emanuele I di Savoia. Dal matrimonio nacque:
- Francesco II delle Due Sicilie (1836-1894). Sposò la duchessa Maria Sofia di Baviera

Ferdinando II e Maria Cristina erano cugini di secondo grado, poiché entrambi bisnipoti di Francesco I di Lorena e di Maria Teresa d'Austria. Maria Cristina morì agli inizi del 1836, quindici giorni dopo la nascita del loro unico figlio Francesco, che successe al padre sul trono. Donna di eccezionale carità e spirito religioso, Maria Cristina di Savoia è stata beatificata nel 2014.
Si sposò per la seconda volta il 9 gennaio 1837 a Trento con l'arciduchessa Maria Teresa d'Austria (1816-1867), figlia dell'arciduca Carlo, duca di Teschen, a sua volta figlio di Leopoldo II, e sorella dell'arciduca Alberto. Ferdinando II e Maria Teresa erano doppi cugini di secondo grado in quanto bisnipoti di Francesco I di Lorena e di Maria Teresa d'Austria e di Carlo III di Spagna e di Maria Amalia di Sassonia. La coppia ebbe dodici figli, di cui otto raggiunsero l'età adulta:
- Luigi, conte di Trani (1838–1886). Sposò Matilde di Baviera, sorella minore di Elisabetta, imperatrice d'Austria. La loro unica figlia, la principessa Maria Teresa, sposò il principe Guglielmo di Hohenzollern-Sigmaringen.
- Alberto, conte di Castrogiovanni (18 settembre 1839 – 12 luglio 1844).
- Alfonso, conte di Caserta (1841-1934). Sposò la sua prima cugina Maria Antonietta, principessa delle Due Sicilie. La linea oggi esistente dei Borbone-Due Sicilie discende da loro.
- Maria Annunziata (1843-1871). Sposò l'arciduca Carlo Ludovico d'Austria.
- Maria Immacolata (1844-1899). Sposò l'arciduca Carlo Salvatore di Toscana, figlio del granduca Leopoldo II e di Maria Antonietta, sorella minore di Ferdinando II.
- Gaetano, conte di Girgenti (1846-1871). Sposò l'Infanta Isabella di Borbone-Spagna (prima figlia della regina Isabella II di Spagna) e divenne dunque Infante di Spagna.
- Giuseppe, conte di Lucera (4 marzo 1848 – 28 settembre 1851).
- Maria Pia (1849-1882). Sposò Roberto I di Parma.
- Vincenzo, conte di Melazzo (26 aprile 1851 – 13 ottobre 1854)
- Pasquale, conte di Bari (1852-1904). Sposò morganaticamente Blanche Marconnay.
- Maria Luisa (1855-1874). Sposò Enrico, conte di Bardi.
- Gennaro, conte di Caltagirone (28 febbraio 1857 – 13 agosto 1867).

Ebbe anche un figlio naturale, Don Gaetano, al quale fu dato il cognome Petriccione (che apparteneva ad un alto funzionario del Regno); Petriccione acquisì maritali nomine il titolo di duca Giordano d'Oratino.

## Ascendenza
|                                 |                     |                             | Genitori                                      |  |  | Nonni |  |  | Bisnonni            |  |  | Trisnonni           |  |
|                                 |                     |                             |                                               |  |  |       |  |  | Carlo III di Spagna |  |  | Filippo V di Spagna |  |
|                                 |                     |                             |                                               |  |  |       |  |  | Carlo III di Spagna |  |  | Filippo V di Spagna |  |
|                                 |                     | Elisabetta Farnese          |                                               |  |  |       |  |  | Carlo III di Spagna |  |  |                     |  |
| Ferdinando I delle Due Sicilie  |                     |                             |                                               |  |  |       |  |  | Carlo III di Spagna |  |  |                     |  |
|                                 |                     | Maria Amalia di Sassonia    | Augusto III di Polonia                        |  |  |       |  |  |                     |  |  |                     |  |
|                                 |                     | Maria Amalia di Sassonia    | Augusto III di Polonia                        |  |  |       |  |  |                     |  |  |                     |  |
|                                 |                     | Maria Amalia di Sassonia    | Maria Giuseppa d'Austria                      |  |  |       |  |  |                     |  |  |                     |  |
| Francesco I delle Due Sicilie   |                     | Maria Amalia di Sassonia    |                                               |  |  |       |  |  |                     |  |  |                     |  |
|                                 |                     | Francesco I di Lorena       | Leopoldo di Lorena                            |  |  |       |  |  |                     |  |  |                     |  |
|                                 |                     | Francesco I di Lorena       | Leopoldo di Lorena                            |  |  |       |  |  |                     |  |  |                     |  |
|                                 |                     | Francesco I di Lorena       | Elisabetta Carlotta d'Orléans                 |  |  |       |  |  |                     |  |  |                     |  |
| Maria Carolina d'Austria        |                     | Francesco I di Lorena       |                                               |  |  |       |  |  |                     |  |  |                     |  |
|                                 |                     | Maria Teresa d'Austria      | Carlo VI d'Asburgo                            |  |  |       |  |  |                     |  |  |                     |  |
|                                 |                     | Maria Teresa d'Austria      | Carlo VI d'Asburgo                            |  |  |       |  |  |                     |  |  |                     |  |
|                                 |                     | Maria Teresa d'Austria      | Elisabetta Cristina di Brunswick-Wolfenbüttel |  |  |       |  |  |                     |  |  |                     |  |
| Ferdinando II delle Due Sicilie |                     | Maria Teresa d'Austria      |                                               |  |  |       |  |  |                     |  |  |                     |  |
|                                 | Carlo III di Spagna | Filippo V di Spagna         |                                               |  |  |       |  |  |                     |  |  |                     |  |
|                                 | Carlo III di Spagna | Filippo V di Spagna         |                                               |  |  |       |  |  |                     |  |  |                     |  |
|                                 | Carlo III di Spagna | Elisabetta Farnese          |                                               |  |  |       |  |  |                     |  |  |                     |  |
| Carlo IV di Spagna              | Carlo III di Spagna |                             |                                               |  |  |       |  |  |                     |  |  |                     |  |
|                                 |                     | Maria Amalia di Sassonia    | Augusto III di Polonia                        |  |  |       |  |  |                     |  |  |                     |  |
|                                 |                     | Maria Amalia di Sassonia    | Augusto III di Polonia                        |  |  |       |  |  |                     |  |  |                     |  |
|                                 |                     | Maria Amalia di Sassonia    | Maria Giuseppa d'Austria                      |  |  |       |  |  |                     |  |  |                     |  |
| Maria Isabella di Spagna        |                     | Maria Amalia di Sassonia    |                                               |  |  |       |  |  |                     |  |  |                     |  |
|                                 |                     | Filippo I di Parma          | Filippo V di Spagna                           |  |  |       |  |  |                     |  |  |                     |  |
|                                 |                     | Filippo I di Parma          | Filippo V di Spagna                           |  |  |       |  |  |                     |  |  |                     |  |
|                                 |                     | Filippo I di Parma          | Elisabetta Farnese                            |  |  |       |  |  |                     |  |  |                     |  |
| Maria Luisa di Parma            |                     | Filippo I di Parma          |                                               |  |  |       |  |  |                     |  |  |                     |  |
|                                 |                     | Luisa Elisabetta di Francia | Luigi XV di Francia                           |  |  |       |  |  |                     |  |  |                     |  |
|                                 |                     | Luisa Elisabetta di Francia | Luigi XV di Francia                           |  |  |       |  |  |                     |  |  |                     |  |
|                                 |                     | Luisa Elisabetta di Francia | Maria Leszczyńska                             |  |  |       |  |  |                     |  |  |                     |  |
|                                 |                     | Luisa Elisabetta di Francia |                                               |  |  |       |  |  |                     |  |  |                     |  |